# Königsberg (Poroszország)
Königsberg (németül hivatalosan Königsberg in Preußen, régies magyar nevén Königsberga), 1946 óta Kalinyingrád, lengyelül Królewiec, litvánul Karaliaučius, latinul Regiomontum a Balti-tenger partjához közel, a Prégel folyó a Friss túrzásba való torkolatánál fekvő egykori porosz, majd német kikötő- és kereskedőváros, hanzaváros, a Német Lovagrend, majd Poroszország és Németország egyik fontos tartományi és kulturális központja, 1701-től a porosz királyok koronázóvárosa, a 20. században a német hadiflotta egyik fontos bázisa. Lübeck mellett Königsberg marcipángyártása tett szert világhírnévre.
A Német Lovagrend által 1255-ben egy Twangste elnevezésű porosz település helyén Königsberg néven alapított egykori német város a német lovagrendi állam, majd a Porosz Hercegség fővárosaként, később a porosz királyok koronázóvárosaként, a Porosz Királyság fővárosának Berlinbe való 1701-es áthelyezése után pedig Kelet-Poroszország tartományi székhelyeként szolgált. Königsberg a Német Császárság 1871-ben történt alapításától 1945-ig a legkeletebbre fekvő német nagyvárosnak számított, amely a Kelet-Poroszországot a Németország többi részétől területileg elválasztó 1920-as Versailles-i békeszerződés értelmében kialakított lengyel korridor kialakítása után is meg tudta tartani az országon belüli fontos kulturális, gazdasági és közlekedési szerepét.
A második világháború alatti brit légitámadások és az 1945-ös königsbergi csata során szinte teljesen elpusztított, majd a Vörös Hadsereg által elfoglalt várost a potsdami konferencia értelmében Kelet-Poroszország északi felével együtt a Szovjetunió annektálta, megmaradt német lakosságát elűzte, történelmi épületállományának nagy részét szisztematikusan eltávolította és immár Kalinyingrád néven szovjet mintavárosként építette újjá. Kalinyingrád a Szovjetunió felbomlása óta Oroszország exklávéjának, a Lengyelország és Litvánia között található Kalinyingrádi terület (oroszul Калининградская область, Kalinyingrádszkaja oblaszt) székhelye.
Az 1544-ben alapított Albertina egyetemnek (Albertus-Universität zu Königsberg) is otthont adó egykori hanzaváros kiemelkedő jelentőséggel bírt a német kultúra és történelem számára. A városban élt és alkotott többek között Immanuel Kant, Lovis Cortinth, E. T. A. Hoffmann, Hannah Arendt, Käthe Kollwitz és Simon Dach. Poroszország 18. századi kulturális virágkorát a német történetírás a „königsbergi évszázadként" (németül Königsberger Jahrhundert [de]) tartja számon. A 13. és 20. század között többségileg németajkú város ugyanakkor fontos hatással volt a litván és lengyel kulturális fejlődésre is: 1547-ben Königsbergben jelent meg az első litván nyelven nyomtatott könyv, valamint 1551-ben az Új Testamentum első lengyel nyelvű fordítása is.

## Fekvése

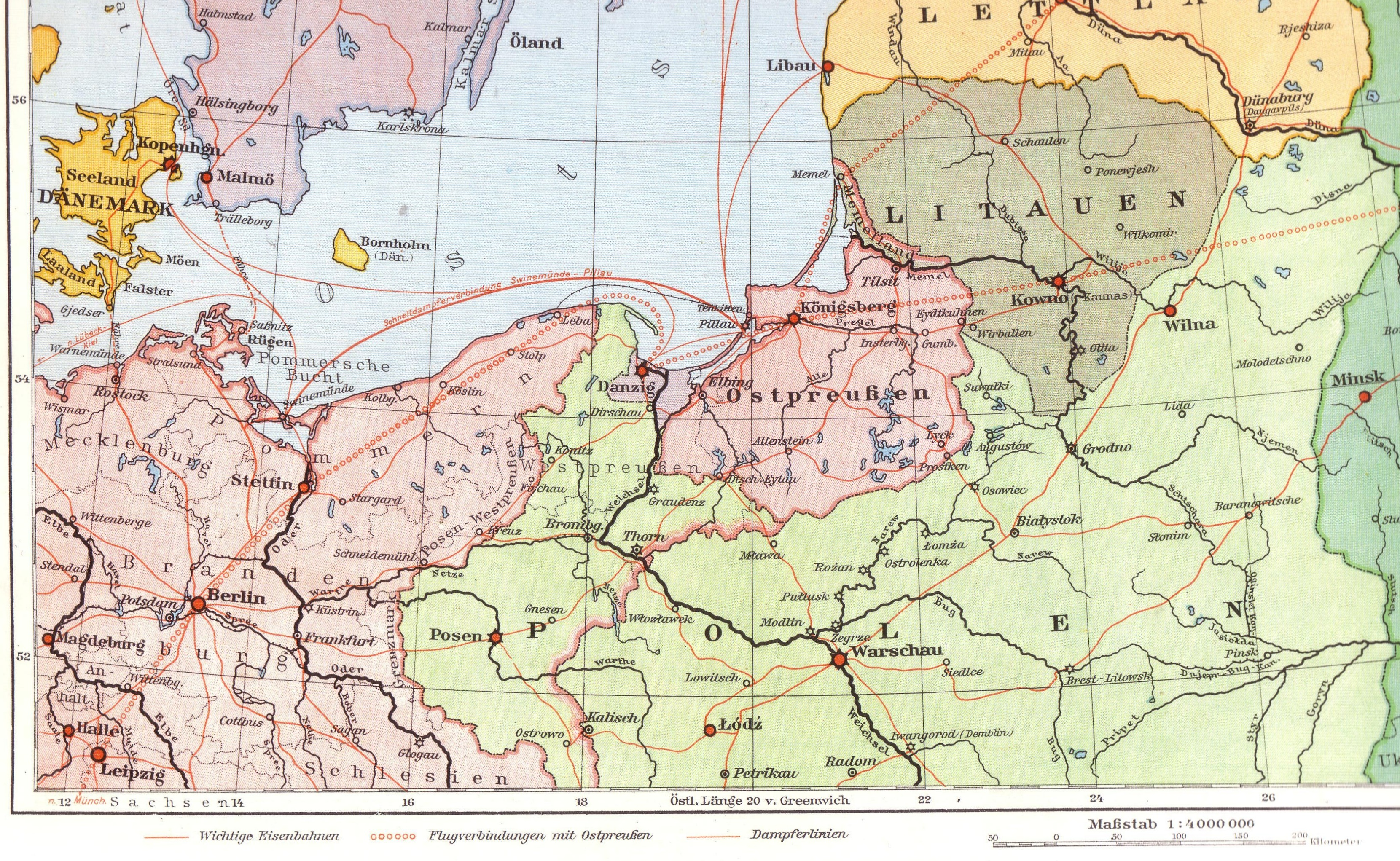
Königsberg és Kelet-Poroszország légi, tengeri, közúti és vasúti összeköttetései egy 1926-os térképen

Köngisberg 1905-ös digitalizált térképe

Königsberg (és a mai Kalinyingrád) az édesvizű Friss-haffba (németül Frisches Haff; oroszul Калининградский залив – Kalinyingradskíj zaliv; lengyelül Zalew Wiślany) torkoló Prégel (németül Pregel, oroszul Прего́ля – Prególja; litvánul Prieglius) folyó mindkét partján fekszik. A Baltijszki-csatorna (korábban Pillaui-csatorna, németül Pillauer Tief, oroszul Балтийский пролив – Baltijszkij proliv) révén a város közvetlen kijárattal rendelkezik a Gdański (Danzigi)-öbölre, illetve a Balti-tengerre. Az egy 1510-ben dúló heves tengeri vihar eredményeként kialakult csatorna a Szambiai-félszigetet (németül Samland, oroszul Самбийский полуостров – Szambijszkij poluosztrov) választja el a Friss-túrzástól (németül Frische Nehrung, oroszul Балтийская коса – Baltijszkaja kosza, lengyelül Mierzeja Wiślana). A Szambia (vagy Számföld, németül Samland vagy Preußisches Paradies, oroszul Земланд – Zjemland) és Natangia (németül Natangen, oroszul Натангия – Natangija) történelmi vidékek határán fekvő város eredetileg hét halomra és a Prégel folyó két ága által közrefogott Kneiphof szigetre (németül Kneiphof, oroszul Кнайпхоф – Knajphof vagy újonnan остров Канта – osztrov Kanta, „Kant sziget") épült.
A város Kelet-Poroszország fővárosaként, illetve tengeri, közúti és vasúti útvonalak központjaként szoros összeköttetésben állt Németország és a Balti-térség más városaival. Königsberg légvonalbeli távolsága Berlintől 583 km, Rigától 335 km, Vilniustól 305 km, Gdańsktól 148 km, Moszkvától 1080 km, Szentpétervártól 826 km.

### Vizei

#### Prégel-ágak
A város meghatározó eleme a Prégel folyó, melynek két ága, az északi Új Prégel (németül Neuer Pregel vagy samländischer Pregel, oroszul Новая Преголя – Novaja Pregolja) és a déli Öreg Prégel (németül Alter Pregel vagy natangischer Pregel, oroszul Старая Преголя – Sztaraja Pregolja), amelyek a Kneiphof sziget után egyesülnek egy ággá és érik el a várostól pár kilométerre nyugatra a Friss-haffot. A Második világháború előtt az Öreg Prégel utolsó, a Kneiphof nyugati felét határoló rövid szakaszát Hundegatt [de] néven ismerték.

#### Tavak
A városképet szintén nagyban meghatározza a két nagyméretű, még a Német Lovagrend idejéből származó mesterséges (egykori halas-) tó, a belvárosig benyúló Kastély-tó (németül Schloßteich [de], oroszul Нижний пруд – Nyizsnyij prud vagy Замковый пруд – Zamkovij prud) és az északi külvárosok képét meghatározó Felső-tó (németül Oberteich, oroszul Ве́рхний пруд – Vérhnij prud). A Felső-tó az Alsó-tóba, onnan a kanalizált Katzbach patakon át a Prégelbe ömlik. A két tó, különösképpen a központibb fekvésű Alsó-tó fontos szerepet töltött be különösen a Második világháború előtti idők társadalmi életében. Az akkori Schloßteich partjait előkelő promenádok, sörteraszok, kávézók és nagy füvesített rétek szegélyezték, számos egyetemi diákszervezet és evezőklub rendelkezett itt klubházakkal (lásd: a Königsbergi Egyetem diákszervezeteinek listáját [de]). A háborúban a tópart majdnem minden épülete megsemmisült, a társadalmi és sportélet nem éledt újjá. Mindkét tó ma erősen szennyezett.

## Történelme

### Kezdetek

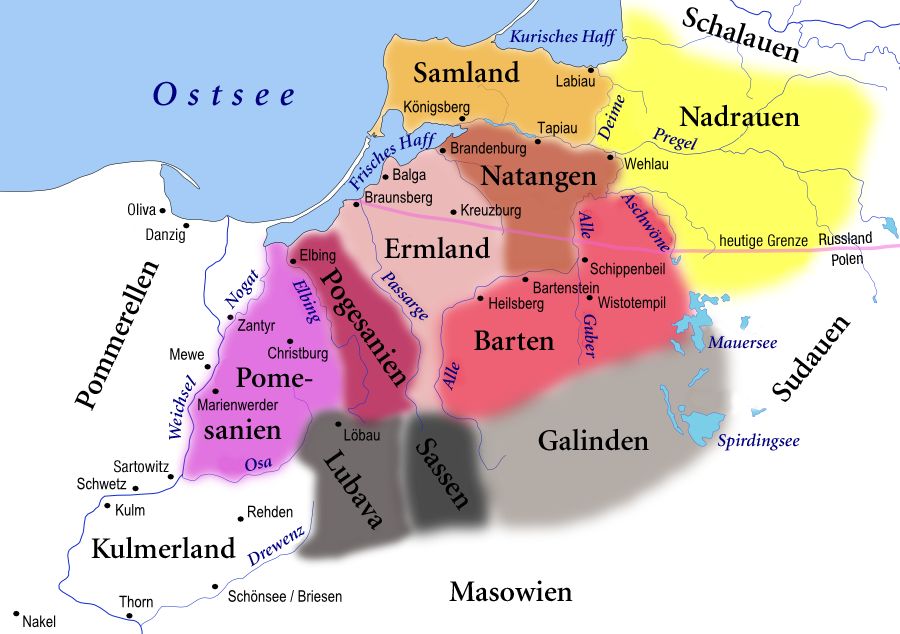
Porosz törzsi területek a 13. században

A Balti-tenger partján fekvő, a Visztula és a Nyeman (litvánul Nemunas, lengyelül Niemen, németül Memel) folyók által határolt történeti vagy Ó-Poroszország néven számontartott területet egészen a 13. századig a balti nyelvcsaládhoz tartozó lett, litván, illetve a mára már kihalt porosz őslakosság lakta. A hagyományosan marha- és lótenyésztéssel, szórványosan földműveléssel foglalkozó pogány, számos törzsre tagozódó poroszok a 9. században a Prégel folyó torkolatvidékén, a későbbi Königsberg helyén alapítottak egy Twangtse nevű erődöt, melyhez egy falu és egy a vikingek és a lübecki kereskedők által frekventált kikötőhely tartozott.

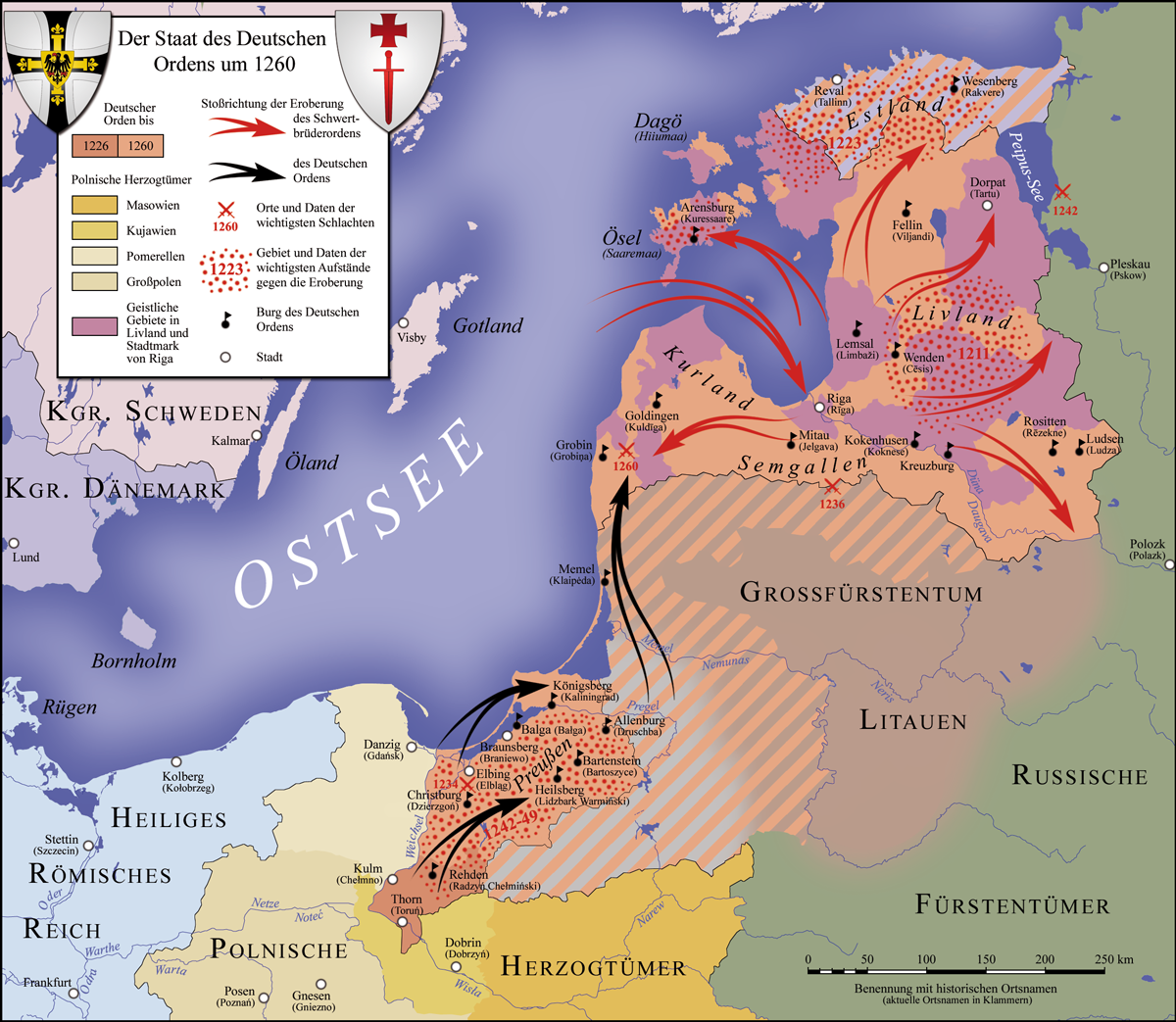
A Német Lovagrend terjeszkedése a Baltikumban (13. század)

A poroszok a X. századtól megélénkülő folyamatos támadásaival komoly gondokat kezdett okozni a szomszédos déli területek lengyel uralkodóinak: A porosz törzsek elfoglalták Mazóviát, és egészen a mai Varsó területéig nyomultak. A mazóviai fejedelem képtelen volt egyedül megvédeni országát a porosz törzsekkel szemben, ezért 1225-ben a fejedelemségbe hívta a Német Lovagrendet. Ez a lovagrend egyike volt a szentföldi keresztes háborúk nyomán létrejött három nagy lovagrendnek, 1199-ben alapították Akkóban. A Lovagrend korábban az erdélyi Barcaságban megpróbált magának államot alapítani, de II. András magyar király 1225-ben kiűzte őket onnan. A lengyel uralkodónak tett szolgálataikért cserébe – amelyhez hozzátartozott a pogány poroszok megtérítése is – a lovagok viszont megkapták a Visztulától keletre eső ún. kulmi területet (németül Kulmerland, lengyelül Ziemia chełmińska) és más, korábban a poroszok által birtokolt területeket, mely a későbbi lovagrendi állam magját képezte. A lovagrend akkori nagymestere, Salzai Hermann, (németül Hermann von Salza) megszerezte a császárság és a pápaság támogatását, mivel nagy szerepet játszott a két hatalom kibékítésében. 1226-ban a lovagrend megkapta II. Frigyes német-római császár kezéből a rimini aranybullát, amellyel jogot szerzett a Baltikumban való letelepedésre, s ez biztosította a Német Lovagrend hatalmát Poroszország felett. Az ötven éven keresztül folytatott háborúk és térítések eredményeként a lovagok végül 1230-ban megalapították saját lovagrendi államukat (németül Deutschordensstaat) Marienburg (Malbork) székhellyel. Ez az állam sajátos, páratlan képződmény volt a korabeli Európában, egyszerre volt egyházi és világi, német és európai. IX. Gergely pápa 1234-ben a rieti-i bullában „örök időkre” a lovagrendnek adományozta a területet.

### Lovagrendi időszak (1255–1525)

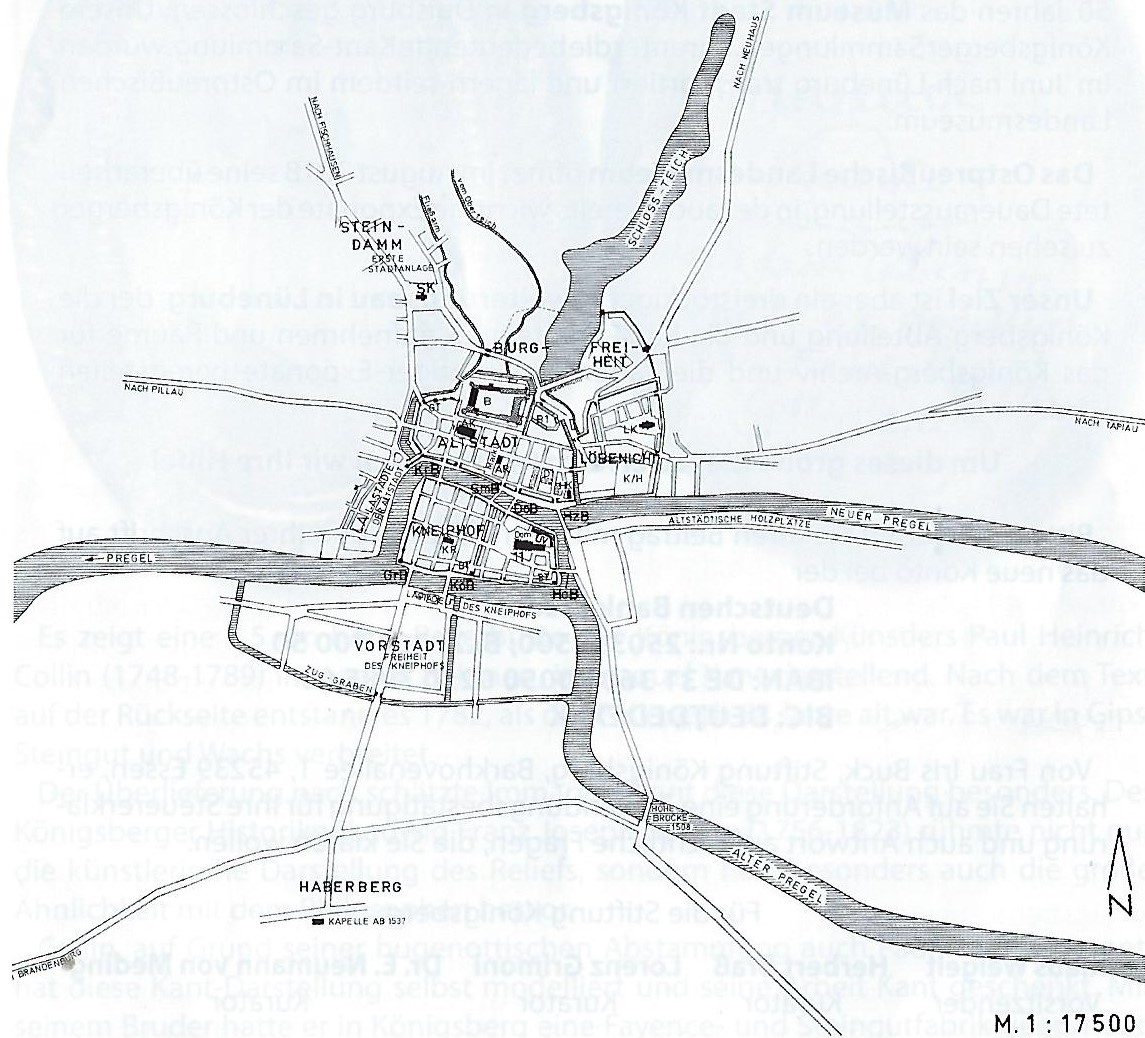
Königsberg települései 1255-ben

A német keleti kolonizáció (németül deutsche Ostsiedlung vagy Drang nach Osten) folyamatának részeként a lovagrend számos várost alapított az egykor porosz törzsek lakta vidéken, ilyen volt Kulm (Chełmno), Thorn (Toruń), Marienwerder (Kwidzyn) és Elbing (Elbląg). A gyéren lakott vidék és az új városok benépesítését elősegítendő, a terület új urainak hívására nagyszámú német telepes érkezett főleg Pfalzból és a Rajna vidékéről. Az új lakosok fejlett agrárkultúrát, városi életmódot, pénzgazdálkodást honosítottak meg, beindult a kereskedelmi élet. A leigázott porosz őslakosság által a Prégel folyó északi partján fekvő dombon emelt Tuwangtse vagy Twangstse elnevezésű fa erőd helyén a lovagok 1255-ben kezdtek egy ideiglenes fa- és földvár építésébe. Az 1257-ben kőből újjáépített lovagrendi várat a baltikumi kereszteshadjáratban résztvevő II. Ottokár cseh király tiszteletére kezdték Königsberg, azaz a „király hegye" néven emlegetni. Ez a kezdetleges vár sikeresen állt ellen a porosz őslakosság három éven át tartó, 1260-ban kezdetét vevő második felkelésének (németül Zweiter Prußenaufstand).
A königsbergi vár nagyszabású kiépítése igazán ezen felkelés leverése után kezdődött meg, ekkor épült fel a dupla várfalgyűrű és annak 9 tornya, amelyek rálátást biztosítottottak a Prégel folyóra, illetve a Szambia-félsziget jelentős részére. A vár körül kezdtek kialakulni a később Königsberg városát alkotó Altstadt, Kneiphof és Löbenicht települések, illetve a vár közvetlen fennhatósága alá tartozó ú.n. „freiheitoknak" nevezett települések és uradalmak, melyek a későbbi város egyes városrészeinek magvainak tekinthetők.

A Német Lovagrend címerpajzsa

Az ezen három város közül az elsőként, 1283-ban alapított Altstadt már 1286-ban megkapta az úgynevezett kulmi jogrend szerinti városi státuszt, majd 1340-ben a Hanza-szövetség tagja lett. A kezdetekben a várral együtt ez a helység viselte a Königsberg nevet, csak a későbbi városalapítások után kezdték az „öreg/régi város" (németül „alte Stadt") néven nevezni. 1299-ben a vártól keletre, de még mindig a Pregel északi partján került megalapításra Löbenicht városa; 1327-ben pedig a Prégel két ága által közrefogott szigeten kialakult Kneiphof nevű település kapott városi jogokat. Mindhárom város rendelkezett saját városfallal, templommal, városházával, iskolával, bírósággal illetve piacrendezési joggal és 18. századi egyesítésükig gyakran álltak gazdasági és politikai rivalitásban egymással. A vár maga és a hozzátartozó uradalmak önálló közigazgatási egységként a Lovagrend közvetlen uralma alatt álltak. Míg a vár közvetlen szomszédságában fekvő Altstadt a három város, illetve később a lovagrendi állam hatalmi központjának számított, addig Kneiphof a város vallási és szellemi origójaként működött: itt épült fel 1330-tól a königsbergi dóm illetve itt kapott helyet 1544-ben az egyetem.
1303 és 1385 között Königsberg szolgált a Hanza-szövetség által gazdaságilag támogatott Litvánia leigázására irányuló lovagrendi keresztes hadjáratok egyik kiindulópontjául. 

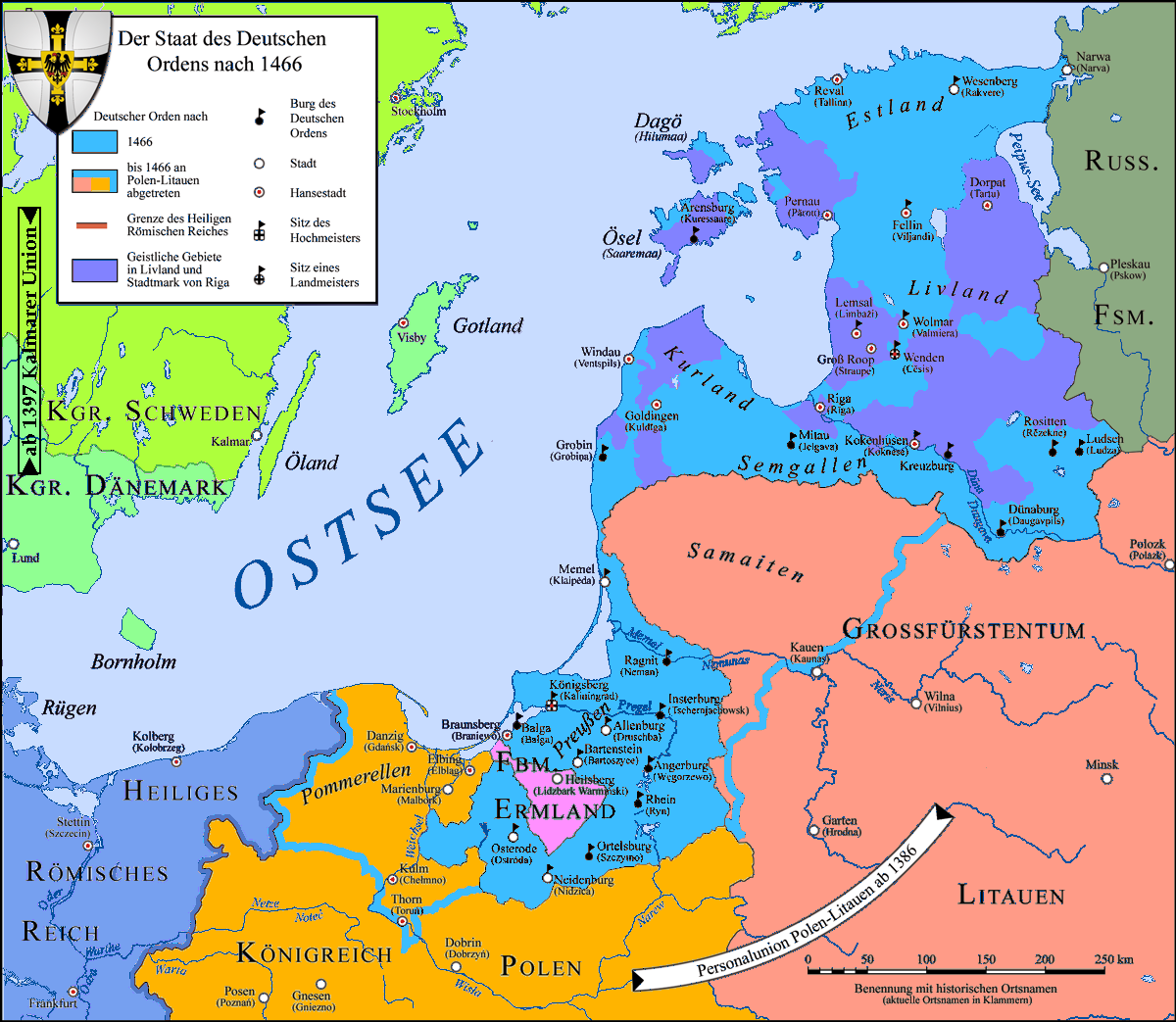
A Német Lovagrend területi veszteségei 1466-ban

A 15. század közepére a lovagok tehetetlensége és fokozódó adóztatása miatt a poroszországi városok és nemesség megkötötték a Porosz Szövetséget (németül Preußischer Bund), amelynek a Königsberget alkotó három város is a tagjává vált. 1453-ban a szövetség tagjai fellázadtak a lovagok ellen és segítségül hívták IV. Kázmér lengyel királyt, aki nagyfokú privilégiumok garanciája mellett igényt formált a fellázadt területekte. Löbenicht ellenállásának köszönhetően azonban Königsberg már 1456-ban átállt a Lovagrend oldalára. Az1454 és 1466 között zajlott a tizenhárom éves háború alatt a rend megmaradt hatalma és ereje is szertefoszlott: az 1466. október 19-én aláírt második thorni békében a Lovagrend elvesztette porosz és pomerániai területeik együttesének csaknem kétharmadát, és a maradékot is mint csak lengyel hűbért tarthatták meg. Königsberg ennek ellénere folyamatosan prosperált: az addig a Lovagrendi Állam központjául szolgáló Marienburg vár (magyarul Máriavár, ma Malbork, Lengyelország) 1457-es elvesztése után 1525-ig Königsberg vára szolgált a Német Lovagrend nagymesteri székhelyeként illetve ezen szerepénél fogva a lovagrendi állam tulajdonképpeni közigazgatási és hatalmi központjaként.

### Hercegi időszak (1525–1701)
Az 1230 óta fennálló, a rimini aranybulla értelmében a Német-római Birodalomtól független német lovagrendi állám 37. nagymestere, Brandenburgi Albert (teljes nevén Albrecht von Hohenzollern am Brandenburg-Ansbach) Luther Márton reformátor és az ő tanait hirdető Andreas Osiander teológus hatására felvette a protestáns hitet. Saját ambíciói illetve a környező északnémet, skandináv és balti területeken is terjedő reformáció hatására Albert 1525-ben a lovagrend egyházi birtokait szekularizálta és protestáns világi államot hozott létre Porosz Hercegség néven, amely továbbra is a lengyel király névleges hatalma alatt állt. Az így létrejött dinasztikus állam az első hivatalosan is lutheránus hitre tért német állammá vált.

### Királyi időszak (1701–1918)
1701-ben III. Frigyes brandenburgi választófejedelem pompás ünnepség keretei közt I. Frigyes néven porosz királlyá koronázta magát. Az ünnepség helyszínéül a königsbergi kastély szolgált, a kastély temploma ettől kezdve pedig mint a porosz királyok koronázótemploma az ország egyik legfontosabb építményévé avanzsált. Annak ellenére, hogy az új királyság fővárosává nem addigi porosz főváros Königsberg, hanem a brandenburgi székváros Berlin vált, Königsberg továbbra is Poroszország „második fővárosa", illetve a Balti-térség meghatározó kulturális központja maradt.

### II. világháború és a szovjet időszak

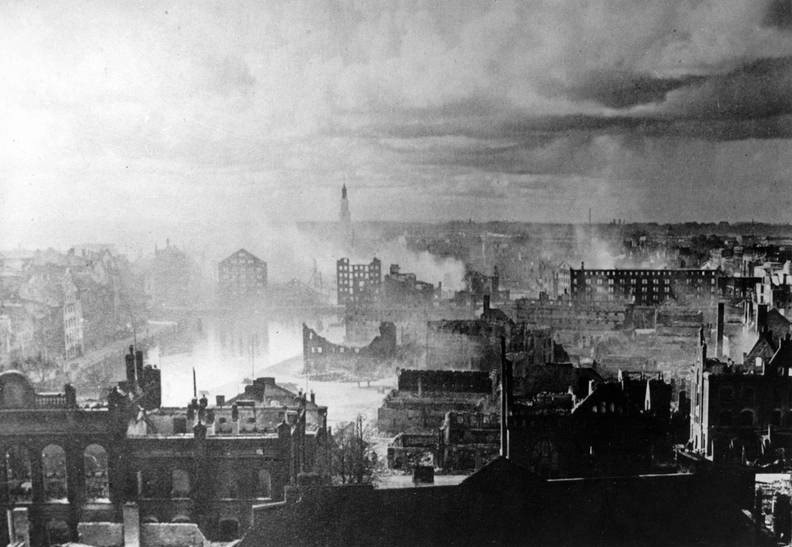
Königsberg az 1944-es légitámadás után

A Königsberget 1944. augusztus 26-áról 27-ére, illetve 29-éről 30-ára virradó éjszaka alatt ért brit légitámadások során a történelmi belváros nagy része leégett, a város legjelentősebb épületei, így a kastély, az egyetem vagy a dóm az alapfalakig kiégtek. A szellősebben beépített külvárosok, például az Amalienau vagy Maraunenhof kevesebb kárral vészelte át a bombázásokat. A romokban heverő történelmi épületállományt a königsbergi csatában a várost 1945. április 9-éig erős tüzérséggel bevevő, majd szisztematikus gyújtogatásba kezdő szovjet csapatok tovább pusztították. A hadműveletek befejeztére a városközpont 90% elpusztult és sok más német városhoz hasonlóan kiterjedt rommezővé vált, a lakosság nagy része vagy meghalt vagy elmenekült, csupán egy kisebb hányada maradt a városban. A megmaradt német lakosságot 1947 és 1951 között szovjetunióbeli munkatáborokba vagy az NDK területére telepítették ki.

A königsbergi kastély romjai az 1960-as években

A háborúban szinte teljesen elpusztult Königsberg a világháború végével Kelet-Poroszország északi részével együtt a Szovjetunió fennhatósága alá került. Az 1946-ban Kalinyingrádra átnevezett városból a szovjet vezetés szocialista mintavárost kívánt létesíteni, melyben nem volt helye semmi a város német illetve királyi múltjára utaló emléknek. A város újjáépítése ezért fel sem merült, ehelyett pl. a Kneiphof épületállományát téglává bontották és uszályokra pakolva Leningrád újjáépítéséhez szállították el. Az építőanyag-lelőhellyé degradálódott óváros épületállományából egyedül a dóm maradt meg, amelynek kiégett romjait átadták az enyészetnek, míg az azt körülölelő egykori óváros romjait nyomtalanul eltüntették. Leonyid Brezsnyev szovjet pártfőtitkár az 1960-as évek végén elrendelte a kastély romjainak eltávolítását, melyet a szovjet vezetés a „porosz militarizmus vásott fogának" tekintett. Kalinyingrádi diákok és szovjet értelmiségiek tiltakozása ellenére a kastély romjait végül 1968 és 1969 között robbantották fel és hordták el. A kastély helyén került kialakításra Kalinyingrád szovjet érabeli központi tere.

## A város nevei
Az 1255-ös lovagrendi alapítás óta a város a legtöbb európai nyelvben az eredeti német Königsberg név valamely formájában vagy tükörfordításában volt ismert. A német név szó szerinti jelentése „királyhegy" vagy a „király hegye", amely II. Ottokár cseh király emlékét hivatott őrizni. Német nyelvhasználatban a város hivatalos neve 1936-ig Königsberg i. Pr. (a Königsberg in Preußen, azaz az ország más Königsberg nevű városaitól megkülönböztetésül a 'poroszországi Königsberg' név rövidítése), 1945-ig Königsberg (Pr.). A szovjet ostrom után 1945 és 1946 között rövid ideig a város eredeti német nevének oroszosított formája Кёнигсберг [Kjonigsberg] maradt használatban.
A magyar nyelvben néha előfordult a régies Königsberga elnevezés.
Mai német nyelvhasználatban, illetve számos európai nyelvben a város 1946 előtti neve már csak történelmi értelemben az 1946-ig fennálló németajkú porosz város (pl. a königsbergi hidak problémája) vagy azzal kapcsolatos, sokszor kulináris vívmanyok (pl. Königsberger Klopse – egy porosz húsgolyó-specialitás) megnevezésekor használatos.
| nyelv                              | név                                              | kiejtés                  | megjegyzés                                                    |
| ---------------------------------- | ------------------------------------------------ | ------------------------ | ------------------------------------------------------------- |
| alsó-poroszországi német dialektus | Königsbarg Keunigsbarg                           | kʰeˑnɪçsba͡ɐç             | az egykori német lakosság nyelvjárása                         |
| balti porosz                       | Kunnegsbargs                                     |                          | A város helyén eredetileg álló porosz erőd neve Twangste volt |
| cseh                               | Královec                                         |                          |                                                               |
| francia                            | Kœnigsberg                                       |                          |                                                               |
| holland                            | Koningsbergen                                    |                          |                                                               |
| jiddis                             | קעניגסבערג                                       | Kenigszberg              |                                                               |
| latin                              | Regiomontium (Prussorum), Mons Regius (Borussiæ) |                          |                                                               |
| lengyel                            | Królewiec                                        |                          | a mai napig használatos                                       |
| lett                               | Kēnigsberga, Karaļauči                           |                          |                                                               |
| litván                             | Karaliaučius                                     |                          | a mai napig használatos, szó szerinti jelentése "Királyváros" |
| magyar                             | Königsberga                                      |                          | régies magyar név, ma már nem használatos                     |
| német                              | Königsberg Königsberg i. Pr. Königsberg (Pr.)    | ˈkøːnɪçsˌbɛʁk            | a város 1946 előtti hivatalos nevei                           |
| orosz                              | Кёнигсберг, Королевец                            | Kjonigszberg, Koroljevec | Кёнигсберг 1945–46-ban a város hivatalos szovjet neve         |

Az 1945-ös szovjet világháborús győzelem után egy évvel, 1946-ban a város hivatalosan az ugyanabban az évben elhunyt szovjet államfő, Mihail Ivanovics Kalinyin után Königsbergről Kalinyingrádra nevezték át. A német lakosság elűzése és a szovjet lakosság betelepítése következtében az orosz nyelv felváltotta az addig használatos német nyelvet a közigazgatás és a közélet minden területén.

## Közigazgatási beosztás

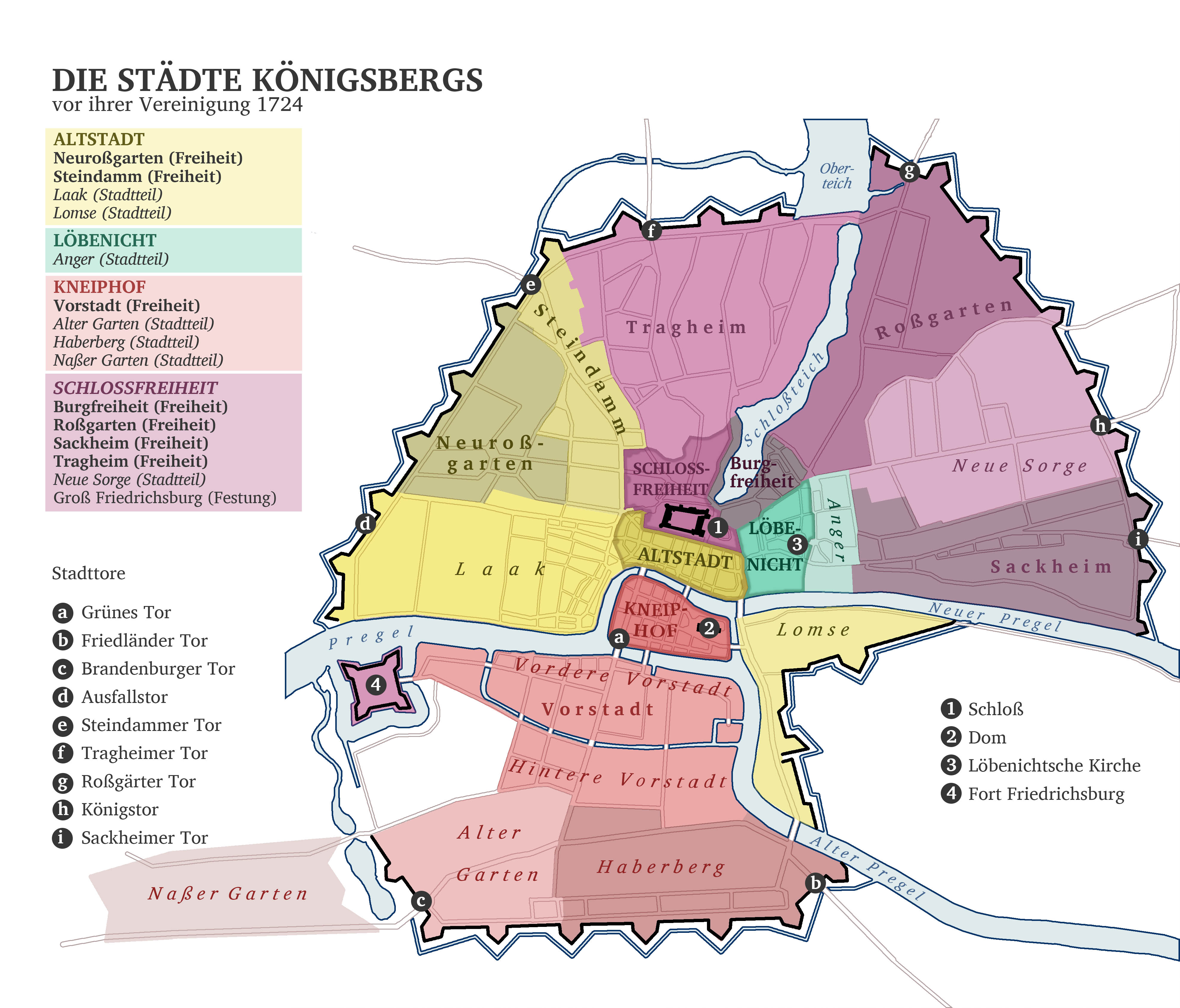
A Königsberget alkotó 3 város és azok freiheitjai és városrészei 1626-ban

Az 1255-ös alapítástól kezdve Königsberg három, adminisztratív, egyházi, igazságszolgáltatási és oktatási szempontból önálló, saját városházával (lásd: Königsbergi városházák [de]) és piaccal rendelkező városból tevődött össze, melyek az 1724-ben I. Frigyes Vilmos porosz király kezdeményezte közigazgatási reformig megtartották önállóságukat. A három egykori önálló város, valamint a Kastély ún. freiheitokból (német Freiheit, "[a hűbérúrtól] szabad terület" jelentésben), negyedekből, elővárosokból és uradalmakból tevődött össze amelyek később városrészekké fejlődtek. 1724-óta a város Poroszország egyik körzeti jogú városa (Stadtkreis), bár a város nevét adó königsbergi kastély és a hozzátartozó városrészek még egy további, 1808-as reformig megmaradtak önállónak. 1808 után az egykori városok kerületekké (németül Kreis), a freiheitok pedig azok városrészeivé (németül Stadtteil) szerveződtek. Az 1882 és 1939 közötti időszakban számos környező települést és uradalmat csatoltak Königsberg városához.
| város (kerület)                              | alapítás | freiheitok és városrészek                                                                                  | megjegyzés | városháza |
| -------------------------------------------- | -------- | --- | --- | --------- |
| Schloßfreiheit (Königsberger Schloß)         | 1255     | freiheitok: Burgfreiheit Roßgarten Sackheim Tragheim városrész: Neue Sorge egyéb: Groß-Friedrichsburg erőd | A Német Lovagrend által a porosz Twantgste erődítmény helyére épített Königsberg vára és az hozzátartozó elővárosok, területek és uradalmak, melyek ugyan nem alkottak önálló jogállású várost, ám 1808-ig megtartották közigazgatási különállásukat. Az 1701-ben porosz királlyá koronázott I. Frigyes Friedrichsstadt néven Königsberg negyedik városává kívánta emelni, ám a terv a másik 3 város ellenállása miatt meghiúsult. A terület élén a többi várossal ellentétben nem egy polgármester, hanem egy Oberburggraf (várgróf) állt. 1808 után városrészei az Altstadt és Löbenicht kerületekbe olvadtak be. A II. világháborúban súlyosan megsérült kastély romjait 1968-ban dózerolták el a szovjet hatóságok.                              |           |
| Altstadt (később Altstädtischer Kreis)       | 1286     | freiheitok: Neuroßgarten Steindamm városrészek: Laak (Lastadie), Lomse                                     | Az eredetileg a lovagrendi Vár köré épült és a kezdetekben még Königsbergként számontartott települést a később alapított újabb településektől (Kneiphof és Löbenicht) való megkülönböztetésül kezdték el a „régi város”-ként (ném. alte Stadt > Altstadt) nevezni. A város és a területén található vár szolgált mind a Német Lovagrendi Állam, mind a Porosz Hercegség tulajdonképpeni fővárosaként, amely státusz megalapozta a város hatalmi fontosságát. 1724–1945 között Altstädtischer Kreis néven Königsberg három kerületének egyike. Fontosabb történelmi épületeiből egy sem maradt fenn, a kerület helyén ma egy nagyobb füves terület található.                                                                                        |           |
| Löbenicht [de] (később Löbenichtscher Kreis) | 1299     | városrészek: Anger Stegen                                                                                  | Königsberg legkisebb és történelmileg legjelentektelenebb városa 1724–1945 között Löbenichtscher Kreis néven Königsberg három kerületének egyike. Ma a Leningrádszkij kerület része. Fontosabb történelmi épületeiből egy sem maradt fenn. |           |
| Kneiphof (később Kneiphöfischer Kreis)       | 1327     | freiheitok: Vorstadt városrészek: Haberberg Alter Garten Naßer Garten                                      | A Prégel ágai által közrefogott, 1945-ig sűrűn beépített szigeten alapított Kneiphof Königsberg városainak legfiatalabbikja. A sziget keleti szegletében épült fel 1330-tól a königsbergi dóm, amely egyetemi templomként és a város székesegyházaként a város egyházi funkciójának alapjául szolgált. Kneiphofhoz tartoztak a Prégel déli partján fekvő Vorstadt freiheitja, a Haberberg, Alter Garten és Nasser Garten városrészek, valamint számos kisebb falu. 1724-1945 között Kneiphöfischer Kreis néven Königsberg 3 kerületének egyike. A háború után megmaradt történelmi épületállományt Leningrád újjáépítéséhez használták fel. Fontosabb történelmi épületeiből csak a Szovjetúnió felbomlása után újjáépített gótikus dóm maradt fenn. |           |

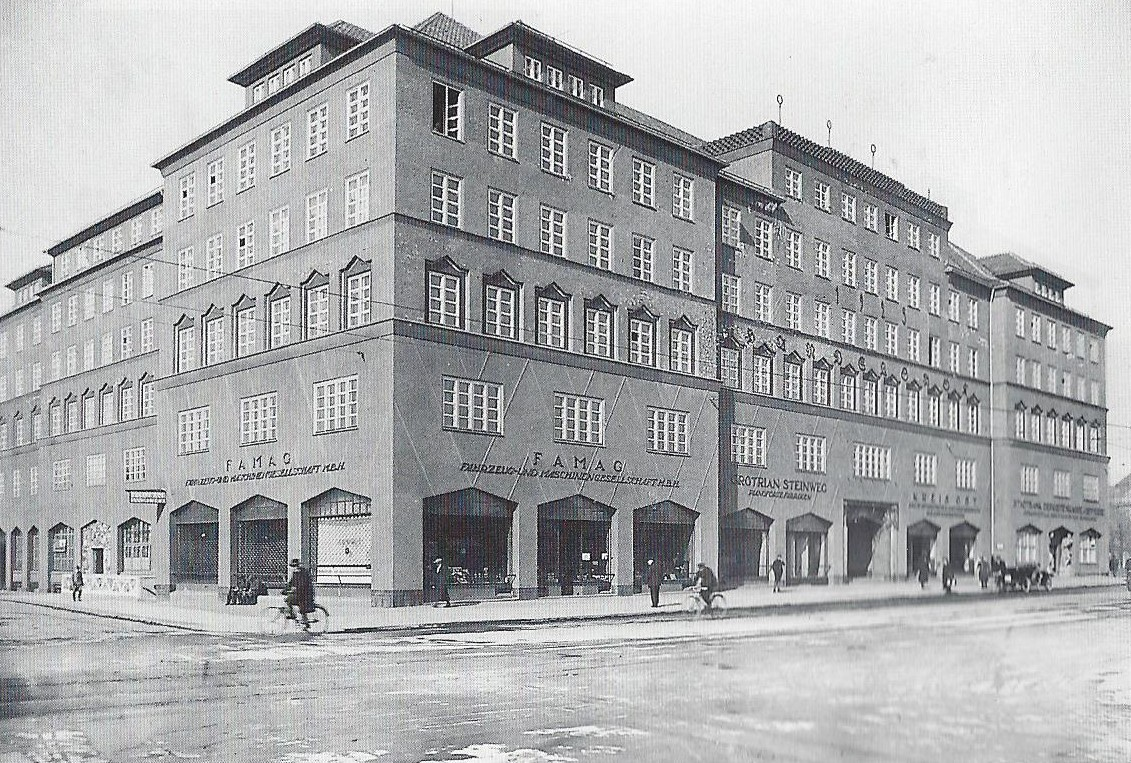
Az egykori Handelshof épülete, 1927–1946 között Königsberg városházája (n. Stadthaus Königsberg)

A Königsberget alkotó három város saját városházákkal és bíróságokkal rendelkezett; összevonásuk után 1927-ig Kneiphof Andreas Schlüter által tervezett barokk városházája (németül Kneiphöfisches Rathaus) szolgált a teljes város közigazgatási központjaként. Az épület szűkössége miatt 1927-ben a városvezetés átköltözött az egykori Hansaplatz-on (később Adolf-Hitler-Platz, ma Площадь победы – plosagy Pobjedi, "Győzelem tere") 1923-ban Hans Hopp építész által expresszionista stílusban tervezett egykori Handelshof (Kereskedelmi Udvar) nagyméretű, ötemeletes épületébe. Az épület innentől kezdve a Stadthaus [de] nevet viselte és (bár erősen leegyzerűsített és átépített formában) a mai napig is a város vezetésének ad otthont.

### További jelentős városrészek
| Név (mai orosz név)                                                          | Leírás | Fontosabb épületek | Kép |
| ---------------------------------------------------------------------------- | --- | --- | --- |
| Amalienau (Амалиенау) [de]                                                   | Königsberg északnyugati részén fekvő egykori előkelő városrész. 1901-ben egy uradalom helyén alapított és annak nevét viselő tervszerűen kiépített, a kezdetektől fogva teljesen közművesített modern villanegyed (németül Villenkolonie) 1905-ben vált közigazgatásilag Königsberg részéve. Az idillikus szépségéről híres negyed képét a város legszebb szecessziós villái, (a csak egyenes utcákat megengedő porosz városépítészeti szabályozások miatt különlegességnek számító) ívelt utcák, zöld közterek, mesterséges tavak és városszerte ismert fogadók határozták meg. A hamar a königsbergi elit és nagypolgárság legkedveltebb és legreprezentatívabb lakóhelyévé vált negyed egyike azon kevés königsbergi városrésznek, amelyek a II. világháborúban elkerülték a nagyobb pusztításokat és viszonylag kisebb károkkal átvészelték mind a brit légitámadásokat, mind a szovjet ostromot. A várost elfoglaló Vörös hadsereg tisztjei által rögvest birtokba vett villákból számos a mai napig viszonylag jó karban fennmaradt. Az eredeti lakosság elűzése, a szovjet éra-beli leegyszerűsített újjáépítések és a szocreál stílusú hozzáépítések ellenére a negyed meg tudta őrizni egykori jellegét. | - egykori Grossmann-villa, ma Altes Haus (oroszul Музей-квартира Альтес Хаус – Muzej kvartyira Altesz Hausz) néven a hajdani német nagypolgári életformát bemutató múzeum - Lujza királyné emléktemploma (németül Königin-Luise-Gedächtniskirche) 1976 óta a Kalinyingrádi Bábszínház otthona |     |
| Lastadie                                                                     | A Lastadie [en] (alsó porosz kiejtésben [las'ta:di̯ə]) a történelmi Königsberg legfontosabb kereskedő- és raktárnegyede volt. A latin eredetű lastagium magyarul 'rakomány' jelentésű szó több egykori Hanzavárosban, így Lübeckeben, Rostockban, Stralsundban és Stettinben szolgált a Középkor óta a fontos kikötői rakpartok illetve az azok mentén kialakult kereskedő- és raktári negyedek megnevezésére. Míg Königsbergben a középkor folyamán Kneiphof és Löbenicht városai is rendelkeztek saját kikötővel és dokkokkal a Prégel egyes partszakaszain, Lastadie néven csak az Altstadt városához tartozó, a Hundegatt (a Prégel a Kneiphof szigetet nyugaton határoló ága) és a Laak városrész által közrefogott kikötői negyede volt ismert. A gyakran (hamburgi Speicherstadt analógiájára) Speicherviertel (raktárnegyed) vagy Hafenviertel (kikötői negyed) neveken is számontartott Lastadie képét leginkább 16–18. századi, többemeletes fagerendás (fachwerk) raktárépületek határozták meg. A Lastadie nyugati, Prégel-parti végén állt az ún. Holländer Baum, egy láncokkal összkötött facölöpökből álló folyami barikád, mely a Hollandia felől érkezű kereskedőhajók megvámolására volt használatos. A közvetlenül a raktárak mögött épült Lizent kereskedőnegyed sokáig a Königsbergben élő holland, angol, svéd és dán kereskedőréteg otthona volt. Az egy 1839-es tűzvész és a Contienen negyedben az I. világháború után kialakított nagyszabású modern kikötő megépítésének következtében a Lastadie fokozatosan elvesztette kereskedelmi jelentőségét. A negyed a II. világháborúig Königsberg sokat fotózott, ódon hangulata miatt kedvelt szeglete maradt. Az 1944-ben a Brit Királyi Légierő bombázásaiban leégett negyed később nem került újjáépítésre; helyén ma sportlétesítmények és panelházak állnak. | - A negyed gazdagon díszített, például Nap, Sas, Hit, Oroszlán, Medve, Galamb, Merkúr, Pelikán, Csődör vagy Bika elnevezésű raktárépületei városszerte ismertek voltak. |     |
| Marauenhof [de]                                                              | A Felső-tó (németül Oberteich, oroszul Ве́рхний пруд – Vérhnij prud) partján a város északi felén fekvő egykori villanegyedet a városi védművek 1906-os lebontása után kezdték beépíteni. A jómódú königsbergiek által hamar megkedvelt tóparti városrész az Amalienau negyeddel megegyező városépítészeti elvek szerint és stílusban, ám valamelyest szerényebb formában épült be. A főleg szecessziós stílusú villák és családi házak többsége viszonylag kevés kárral vészelte át a II. világháborút, épületállományának nagyobb része fennmaradt. | - Albert herceg emléktemploma ( Herzog-Albrecht-Gedächtniskirche), 1911-ben épült evangélikus templom, 1976-ban a szovjetek lebontották |     |
| Steindamm (Lenin sugárút, oroszul Ленинский проспект – Leninszkij proszpekt) | A Steindamm (szószerinti jelentése "kőgát") egy a Német Lovagrend által a 13. században alapított település volt, amely az évszázadok folyamán Königsberg egyik elővárosává, később városrészévé, majd a 19–20. században a város legfontosabb üzleti és bevásárlóutcájává illetve -negyedévé fejlődött. Nevét arról a középkori kőgátról kapta, amely települést a délkeletebbre fekvő königsbergi Kastéllyal kötötte össze és amely körül a későbbi előváros is kialakult. Az út egyike volt a városból kivezető országutaknak: a városrész határán állt a Pillau kelet-poroszországi kikötőváros felé vezető egykori városkapu, a Steindammi kapu (németül Steindammer Tor). A 19. század végére a Steindammer rechte Straße nevet viselő út a német egyesülést követő gazdasági fellendülés hatására többemeletes eklektikus házaival nagyvárosi beépítést kapott. A lakosság, és főleg a königsbergi egyetemi diákság körében legendás népszerűségnek örvendtek az út kávéházai és éttermei (pl. a Steindammer Kaffeehaus, a Kulmbacher, a Kückens Gaststätte; illetve a régi königsbergi specialitásnak számító pacalt áruló Hütte). A II. világháborúban súlyos károkat szenvedett negyed törtenelmi épületállományából egy épület sem maradt fenn; az egykori út részben megváltozott nyomvonala ma a Kalinyingrádot átszelő Lenin sugárút (oroszul Ленинский проспект – Leninszkij proszpekt) részét képezi és jobbára háromemeletes hruscsovkákkal vagy panelházakkal lett beépítve. Az út hruscsovkái 2018-ban német stílusban, oromzatokkal és díszítésekkel, kerültek felújításra. | - Steindammi kapu (Steindammer Tor) - Steindammi (Lengyel) templom ( Steindammer Pfarrkirche vagy Polnische Kirche), a város 1256 és 1945 között fennálló legrégebbi temploma. - Alhambra, Európa egyik első, egy mozit is magába foglaló multifunkcionális épülete 1931-ből.                 |     |

## Címer
Königsberg első, legelőször egy 1360-ból datált pecséten fennmaradt címere az alapításban résztvevő II. Ottokár cseh királyt ábrázolta lovon, sasos pajzzsal. Egy másik, egy középkori címertekercsen fennmaradt ábrázolás Königsberg címereként csak az említett kiraly koronás főjét jeleníti meg.
Königsberg törtenelmi címere a várost alkotó három egykori független municípium Altstadt, Löbenicht és Kneiphof a porosz sas által össztartott címereiből tevődik össze. Az 1724-ben I. Frigyes Vilmos porosz király által egyesített Königsberg városának a király által adományozott háromcímeres pecsétjét 1906 óta használják a város címereként. A porosz sas a király monogrammját (FRW – Friedrich Wilhelm Rex) illetve a porosz hercegi és királyi koronákat viseli.
Az 1946-os szovjet annexió után Kalinyingrád nem használt címert. Egy városi címer gondolata csak az 1990-es években merült fel újra, Kalinygrád ma is használatos címerét, mely magába foglalja a korábbi Altstadt, az egykori königsbergi címerben középen látható címerpajzsát 1996-ban fogadta el a városvezetés.
Léteznek javaslatok a történelmi címer, vagy az azon eredetileg megjelenő egyfejű porosz sas a kétfejű orosz sassal behelyettesített verziójára. Egy ilyen nem hivatalos címer ma a kilencvenes években helyreállított königsbergi dóm orgonáján látható.

Königsberg címerei
Altstadt címere
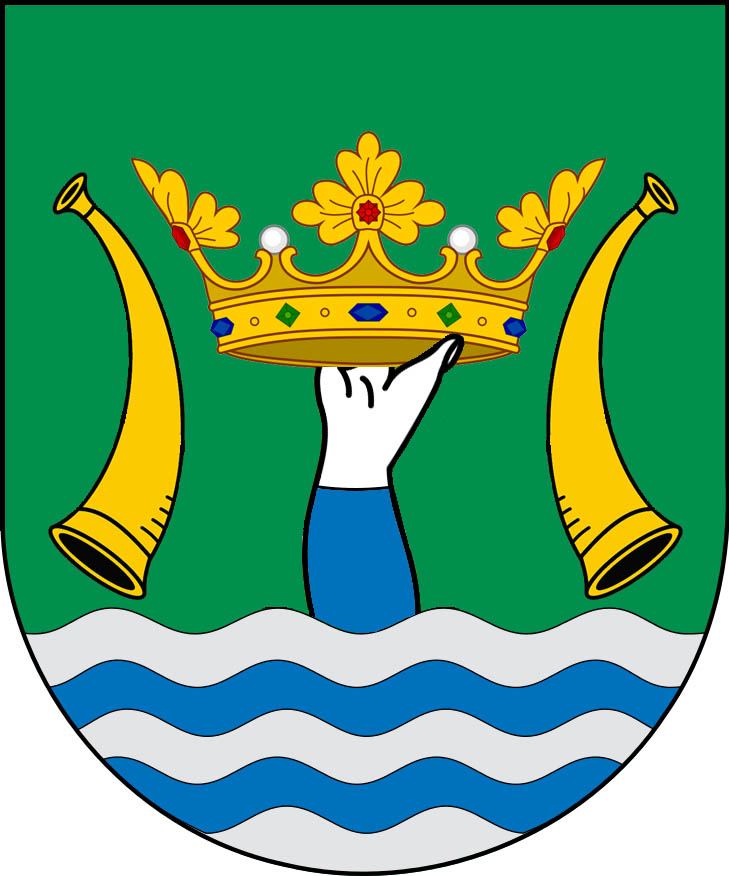
Kneiphof címere
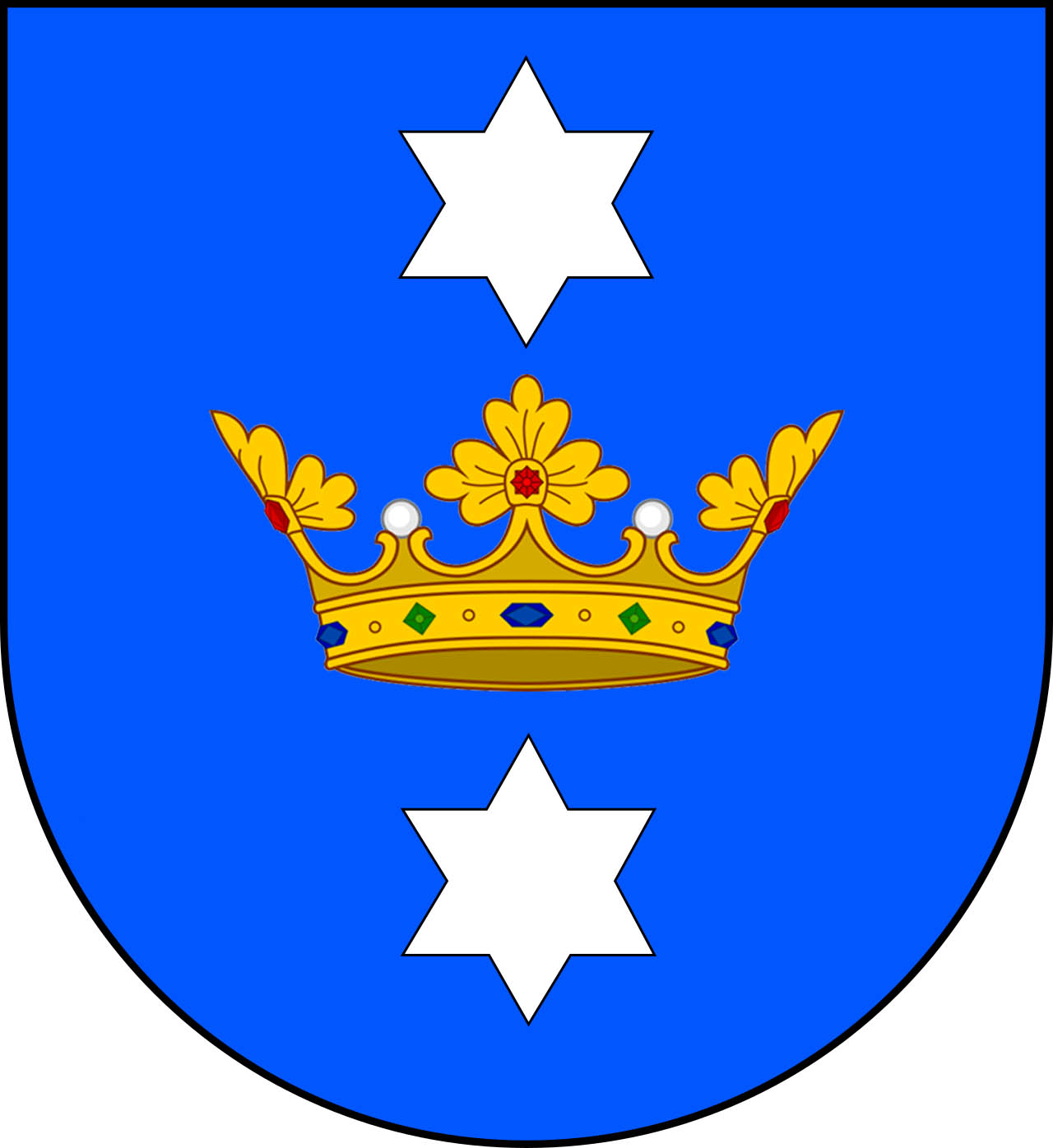
Löbenicht címere
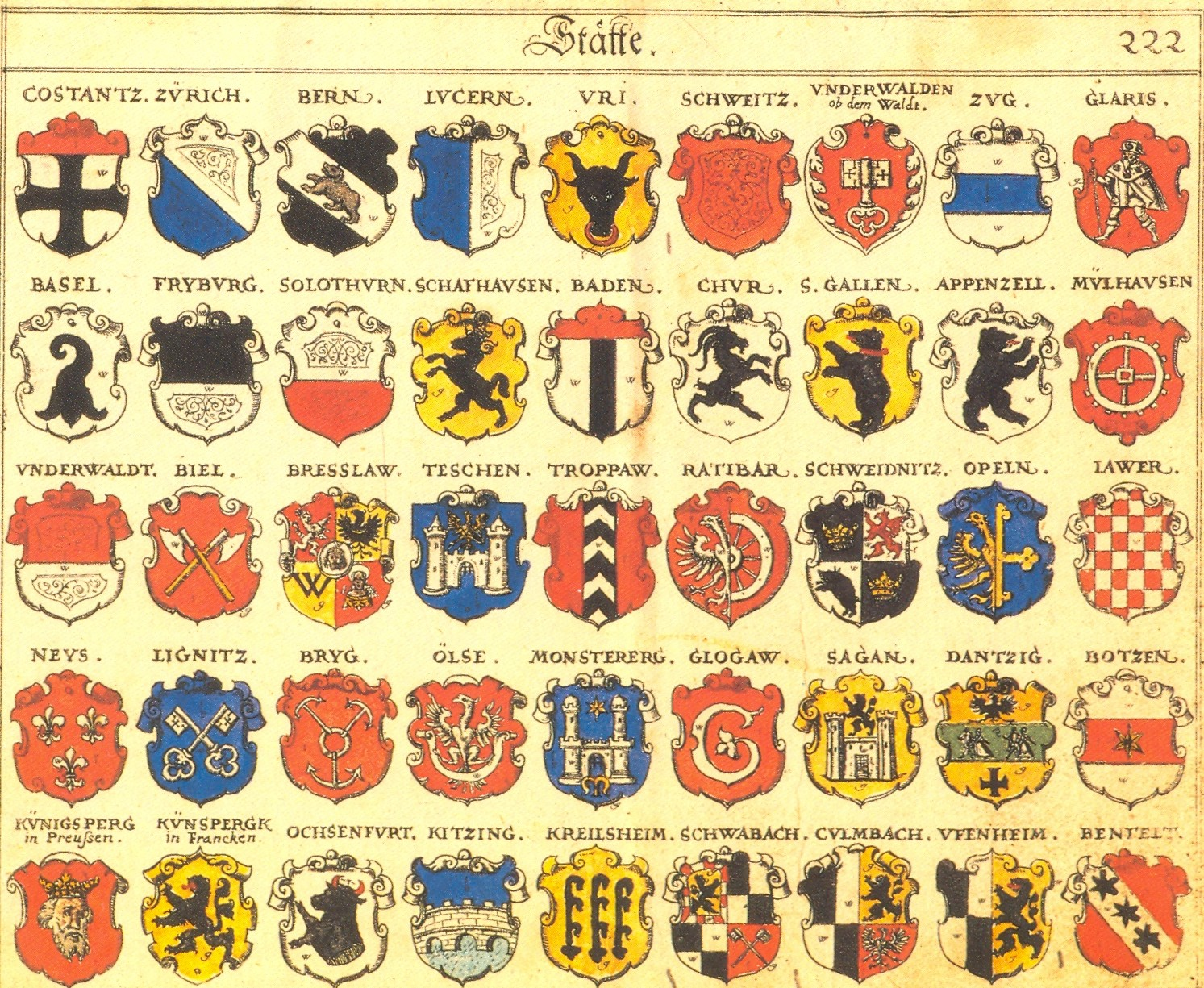
A Johann Siebmacher-féle címertekercs bal alsó sarkában Kv̈nigsperg in Preußen címere II. Ottokár fejével
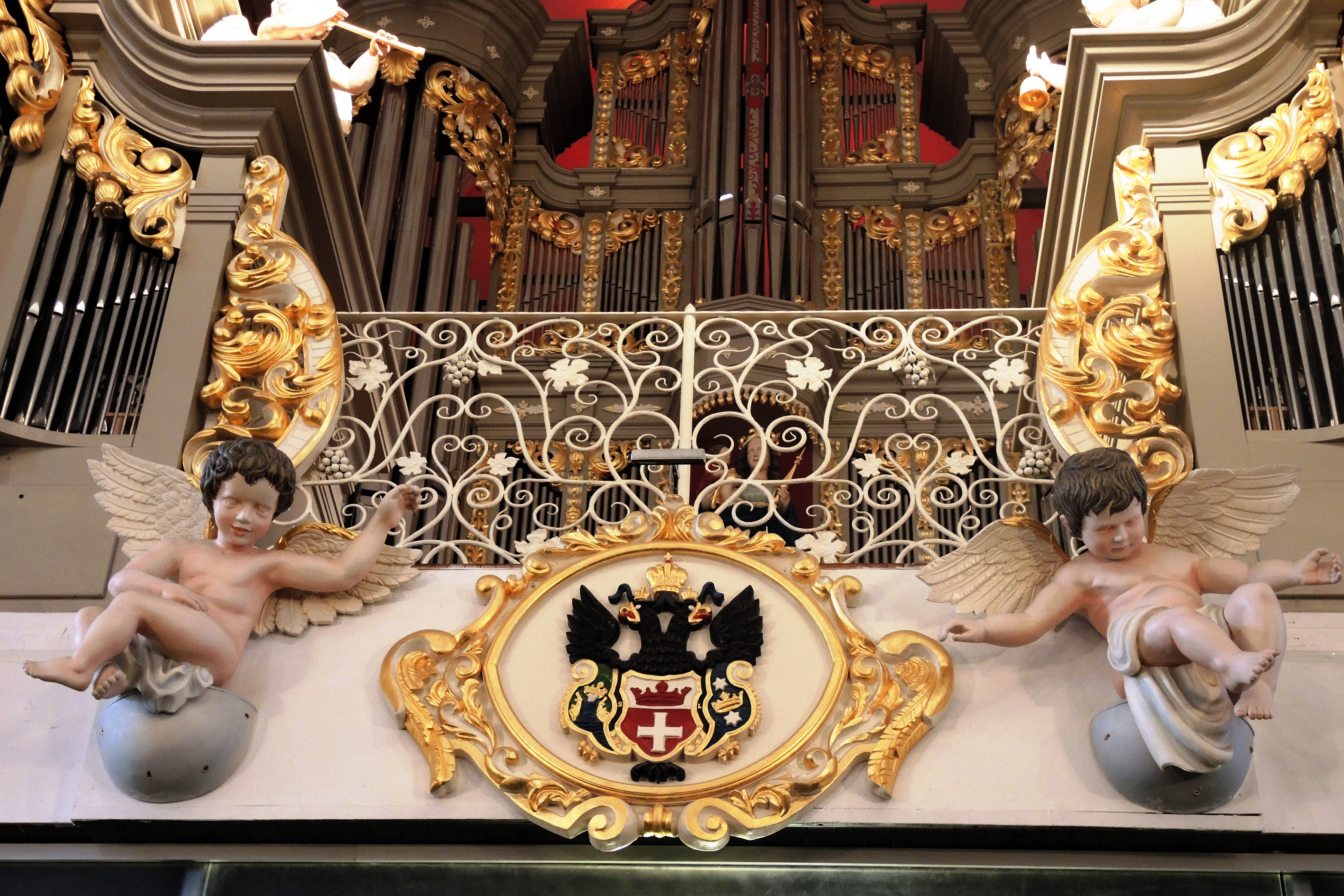
Königsberg címere a kétfejű orosz sassal
Kalinyingrád mai címere

## Fontosabb nevezetességek

### Königsbergi kastély

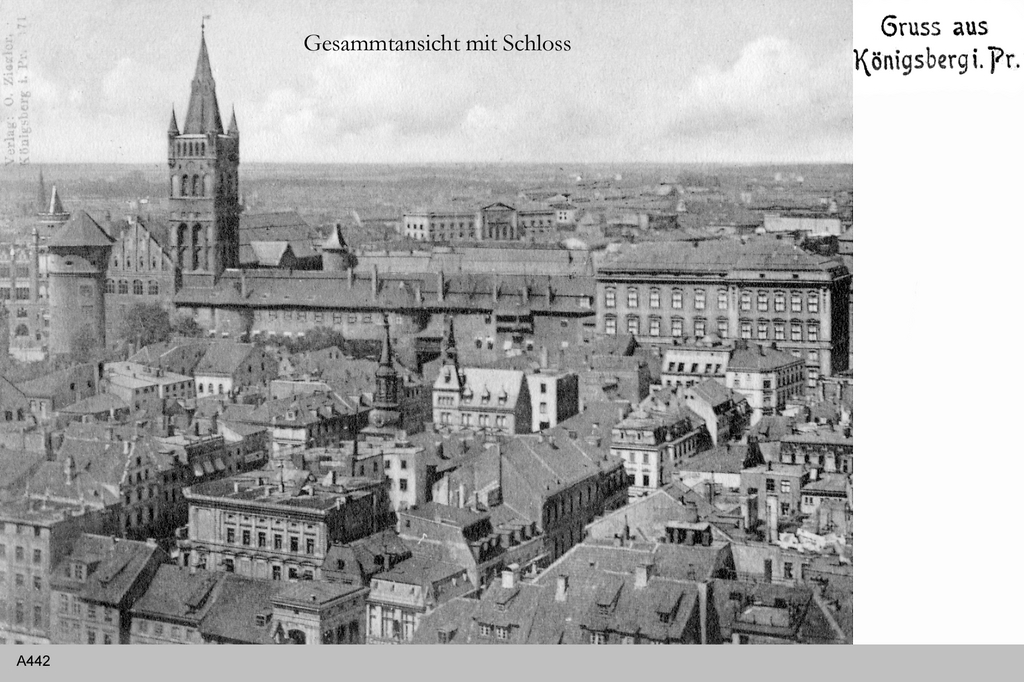
A kastély dél felől

A königsbergi kastély a város központjában álló német lovagrendi vár, később hercegi, majd királyi kastély volt. Az egy balti porosz erődítmény helyén a 13. században a Német Lovagrend által emelt épület a város 1946-os szovjet elfoglalásáig Poroszország egyik legfontosabb műemlékének és a német történelem egyik meghatározó helyszínének számított: a Német Lovagrendi állam központjául szolgáló vár 1525-től a Porosz Hercegség, I. Frigyes az épületben történő porosz királlyá való koronázása után pedig 1701-től a Porosz Királyság hatalmi központja, temploma, gótikus Schlosskirche az ország első nagyobb szabású protestáns templomnak épült istenháza, a porosz királyok hagyományos koronázótemploma. A kastély az 1944-es brit bombázások során teljesen kiégett, az 1945 eleji szovjet ostrom idején pedig tovább sérült. A megmaradt romokat Leonyid Brezsnyev szovjet pártfőtitkár személyes utasítására robbantották fel 1968-ban, aki a „porosz militarizmus romló fogának" tartotta az épületet. A kastély helyén ma Kalinyingrád központi tere, illetve a Szovjetek Házának torzója áll. A kastély pincéjében üzemelt 1738 és 1945 áprilisa között a város nagy hírű történelmi borozója, a Blutgericht.

### A königsbergi dóm

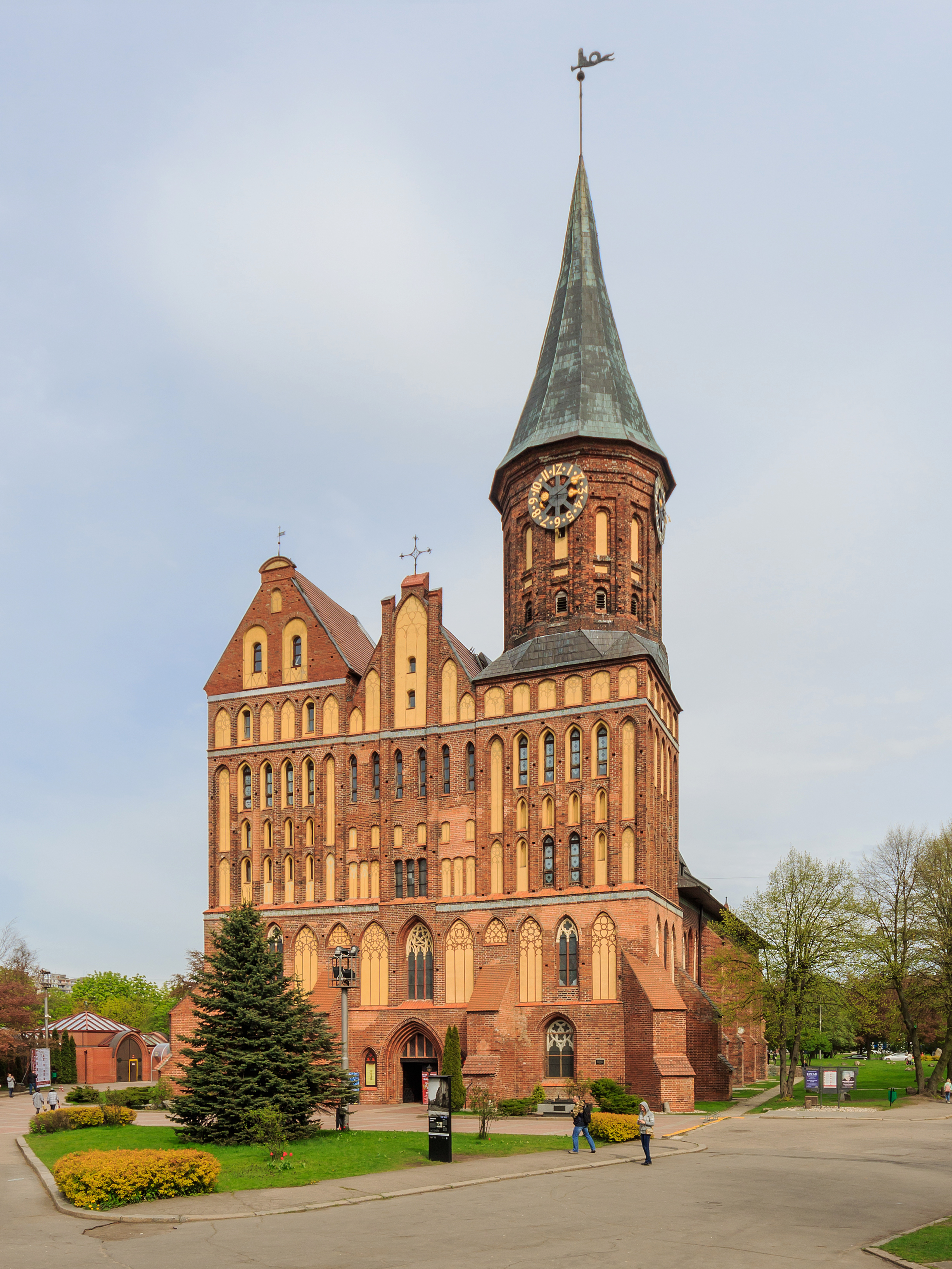
A dóm mai főhomlokzata

A königsbergi dóm (oroszul: Кафедральный собор в Калининграде – Kafedralnij szobor v Kalinyingráde; németül Königsberger Dom) az oroszországi Kalinyingrád központjában található, a Prégel folyó által körpeölelt Kneiphof (ma Kant) szigeten fekvő téglagótikus stílusban épült műemléke. Az egykori templom a második világháborúban és az azt követő szovjet időszakban szinte teljesen elpusztított hajdani kelet-poroszországi főváros, Königsberg egyetlen, a mai napig is fennmaradt jelentősebb építészeti emléke. A Szűz Máriának és Szent Adalbentnek szentelt templom a Német Lovagrend által a poroszoktól elfoglalt területen alapított Szambiai (vagy Szamlandi) Püspökség székhelyéül épült 1330 és 1360 között. A protestáns Porosz Hercegség megalapítása után a lutheránus königsbergi Albertina Egyetem egyetemi templomaként működött. A templom északi falánál áll Immanuel Kant mauzóleuma. A Königsberget 1944-ben ért brit bombatámadásban kiégett templom romjait csak a Szovjetunió felbomlása után építették újjá. Rekonstrukcíója óta az épületet kiállítások és koncertek rendezésére használják, csupán oldalkápolnáiban tartanak lutheránus és ortodox istentiszteleteket.

### Paradeplatz

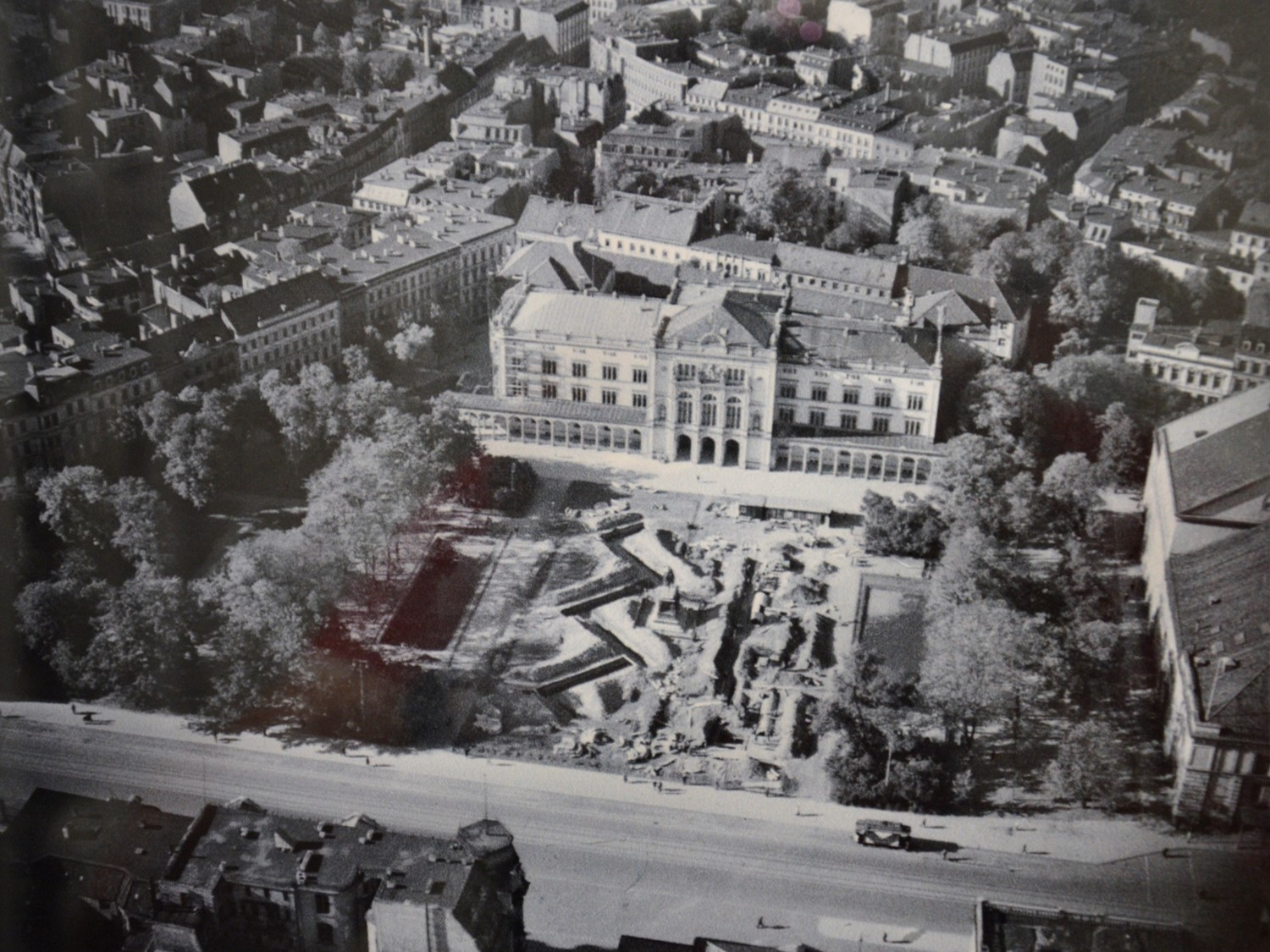
A Lasch-bunker építése az egyetem főépülete előtt 1939-ben

A számos középület által határolt, parkosított egykori Királyi kertként (németül Königsgarten) majd katonai gyakorlótérként ismert Paradeplatz a régi Königsberg legjelentősebb tereinek egyike volt. A Frigyes szász herceg és nagymester által 1509-ben elkeríttetett zöldterületet kezdetben hercegi kertként udvari ünnepségek megrendezésére használták, itt került megrendezésre például János Zsigmond brandenburgi választófejedelem és Anna porosz hercegnő menyegzője 1594-ben. Az I. Frigyes Vilmos porosz király által katonai gyakorlótérré alakított téren épült fel 1806-ban Poroszország és a német nyelvterület egyik legjelentősebb színpada, a Városi színház (németül Stadttheater), 1844-ben pedig az Albertina egyetem új, neoreneszánsz főépülete. A 19. századtól kezdve a Paradeplatz adott helyet a város karácsonyi vásárainak illetve a császár születésnapi ünnepségeinek, itt álltak III. Frigyes Vilmos porosz király és a filozófus Immanuel Kant emlékművei. A téren 1885-től a königsbergi lóvasút, 1945-ig pedig a villamos két vonala haladt át. Az 1722-es alapítású Gräfe & Unzer kiadó (amely ma müncheni székhellyel egyike Németország legjelentősebb könyvkiadóinak) paradeplatzi épületeben működött 1944-ig Königsberg legnagyobb könyvesboltja, a Könyvek háza (németül Haus der Bücher). 1939-ben a tér alatt került kialakításra a Lasch-bunker (oroszul бункер Ляша – bunker Ljasa) amelyben Otto Lasch Wehrmacht-ezredes 1945. április 9-én 21 órakor aláírta Königsberg kapitulációját a Vörös Hadsereg előtt. A tér egykori épületállományából csak az Albertina alapfalai maradtak meg, melyeken ma az Immanuel Kant Balti Föderális Egyetem főépülete áll, a terület ma Egyetem utca (oroszul ул. Университетская – uljica Universzityetszkaja) néven zöldterület. A Lasch-bunker a Kalinyingrádi Regionális Történeti és Művészeti Múzeum részeként a kapitulációt szemléltető kiállítás helyszíneként ma is látogatható.

### Tőzsde

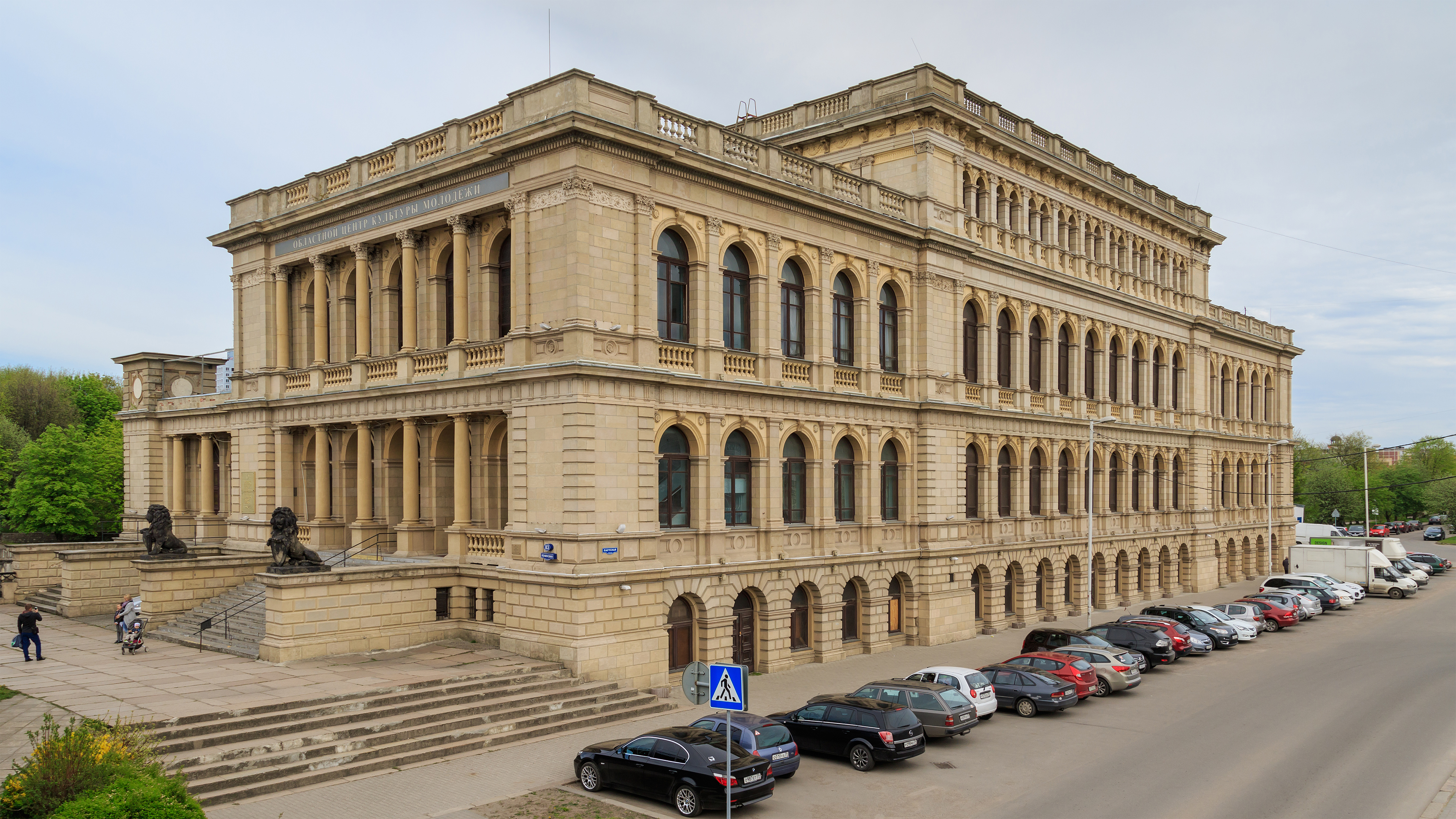
Az egykori königsbergi tőzsde mai képe

A königsbergi Tőzsde (németül Neue Börse, oroszul Здание кёнигсбергской биржи – Zdanye kjenigszbergszkoj birzsi) egy 1885-ben átadott neoreneszánsz stílusú folyóparti épületében székelt. Az egykori Königsbergi Kereskedelmi és Iparkamarának, valamint a tőzsde mellett számos bálnak és kiállításnak is otthont adó homokkő palota egyike a régi Königsberg azon kevés történelmi épületének, amelyek nem kerültek lebontásra 1946 után. A kezdetben szovjet háborús filmek kulisszájaként szolgáló romokat az 1960-as években helyezték műemléki védelem alá. A leegyszerűsített formában és kékre mázolt homlokzattal újjáépített épület a szovjet tengerészek kultúrházaként, később ifjúsági centrumként szolgált. 1988-ban az épületben nyílt meg a Kalinyingrádi Regionális Szépművészeti Múzeum (oroszul Калинингра́дский областно́й музе́й изобрази́тельных иску́сств – Kalinyingradszkij oblasztnoj muzej izobrazítyelnyih iszkússztv), melynek kollekciója a kelet-poroszországi és kalinyingrádi orosz művészetet mutatja be a 17. századtól napjainkig. A 2018-ban műemlékileg helyreállított épület előtti parkosított tér neve, Birzsevoj szkver – Биржевой сквер, azaz Tőzsde tér utalás a múzeum egykori funkciójára.

### Állatkert

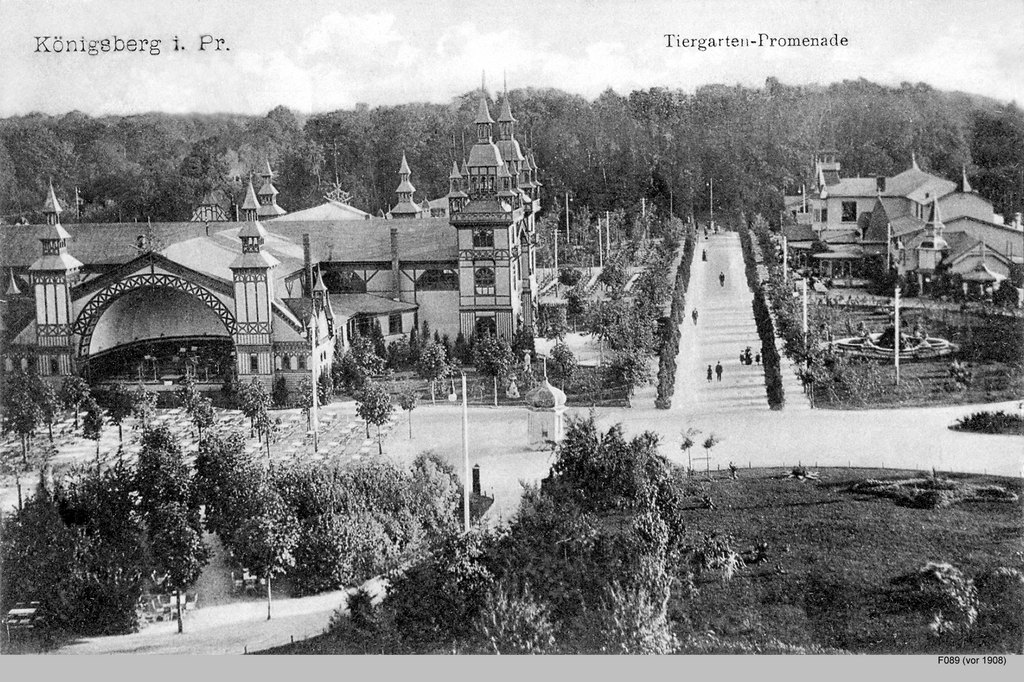
Az állatkert fősétánya, balra a koncertterem

Az 1896-ban magántőkéből és lakossági adakozásokból megnyílt königsbergi állatkert (németül Königsberger Tiergarten) állatállománya mellett rendszeresen megrendezett koncertjei, egzotikus kiállításai, illetve étterme, borozója, cukrászdája, valamint 10 teniszpályája révén a város kulturális és szabadidős életét is nagyban meghatározta. Az egykori északnémet vásár területén a Mittelhufen városrészben megnyitott állatkert eredetileg a hamburgi Hagenbeck állatkereskedelméből beszerzett állatállománya az 1910-es évekre meghaladta a 2000 példányt, mellyel az akkori Németország egyik legjelentősebb állatkertjévé vált. Az első világháborús élelmiszerhiány és a háborút követő gazdasági nehézségeket leszámítva az állatkertet folyamatosan bővítették, díszes századfordulós épületállománya Bauhaus elemekkel egészült ki. 1938-tól az állatkert állami tulajdonba kerül. A Második világháborúban súlyosan megsérült állatkert dolgozóinak nagy része nyugatra menekült, sokuk később a duisburgi állatkertben talált munkát. A háborút csupán négy állat, köztük a szovjetek által később Hans névre átkeresztelt és mai napig a kalinyingrádi állatkert szimbólumaként számontartott víziló élte túl. A szovjetek által rögvest újra megnyitott intézményt ma Калининградский зоопарк – Kalinyingrádszkij zoopark néven Oroszország legrégebbi alapítású állatkertjeként tartják számon.

## Városkapuk
Königsberg egykori védműveinek szerves részét képezte a városfalat megszakító 8 városkapu, amelyekből a mai Kanyingrádban 6 maradt fent. Szintén városkapunak számított az egykor különálló településnek számító Kneiphof egyik kapuja, amely azonban nem képezte a Königsberg egészét védő védművek részét. 
| név                                 | mai orosz név                                   | leírás | kép |
| Ausfalltor                          | Аусфальские ворота Auszfalszkije vorota         | Az Ausfalltor (szó szerint „kijárati kapu”) a königsbergi védműveken átvezető hosszú neogótikus gyalogosalagút, melyet a 19. századi átépítések során nyitottak. A II. világháborúban megsérült, de később kijavított alagút a belváros nyugati felén, az 1200 Szovjet Gárdista emlékművének közelében áll és ma is használatban van. Tetején 1993-ban a königsbergi csatában elesett szovjet katonák emlékére emeltek egy Szent Györgynek szentelt kápolnát. |     |
| Brandenburgi kapu Brandenburger Tor | Бранденбургские ворота Brandenburgszkije vorota | A város délnyugati csücskében a főpályaudvar közelében a Brandenburg kelet-poroszországi kisváros (ma Ушаково – Usakovo) felé vezető országúton fekszik. A kétnyílású neogótikus kapu két városfelöli oromzatát két 19. századi porosz generális képmása díszíti. Ez az egyetlen kapu amely a mai napig átjárható, a kalinyingrádi villamos is áthalad rajta. |     |
| Friedlandi kapu Friedländer Tor     | Фридландские ворота Fridlandszkije vorota       | A város délkeleti csücskében az Öreg-Prégel partján a Friedland kelet-poroszországi kisváros (ma Правдинск – Pravdinszk) felé vezető országúton fekszik. A gazdagon díszített neogótikus kapu két homlokzatát Siegfried von Feuchtwangen 13. századi német lovagrendi nagymester és Friedrich von Zollern regensburgi hercegérsek a 2000-es évek elején újrafaragott szobrai díszítik. Az építmény ma „Friedlandi kapu Múzeum” (oroszul Музей Фридландские ворота – Muzej Fridlandszkije vorota) néven a háború előtti Königsberget bemutató gyűjtemény otthona. |     |
| Király kapu Königstor               | Королевские ворота Koroljevszkije vorota        | Az egykori Neue Sorge városrész határán, a mai város keleti felén, az egykori Königsstraße, a mai uljica Frunze végében fekvő háromosztású, tornyos neogótikus városkapu. A Friedrich August Stüler által 1850-ben újjáépített kapu tornyát három szobor díszíti: a város nevét adó II. Ottokár cseh király, I. Frigyes első porosz király, valamint Brandenburgi Albert, a königsbergi Albertina egyetem alapítójának szobrai, melyeket a Vörös Hadsereg katonái 1945-ben lefejeztek. A szobrok alatt Csehország, Poroszország és Brandenburg, felettük Szambia és Natangia címerei találhatóak. A háborúban erősen megsérült kaput a város 750 éves fennállásának ünnepére 2005-ben restaurálta a városvezetés. A kapu ma a Világtengerek Múzeumának részét képezi és egy I. Péter orosz cár európai utazásait bemutató állandó kiállítás otthonául szolgál. |     |
| Roßgarteni kapu Roßgärter Tor       | Росгартенские ворота Roszgartyenszkije vorota   | Az egykori Roßgarten városrész határán, a mai város északi felén fekvő hétosztású, egynyílású neogótikus városkapu. A kapunak csak a város felőli oldala díszes, a hátulja egy egykori várárokra néz. A kapuzatot két porosz generális reliefje díszíti. A háborúban megsérült és a szovjet időkben raktárnak használt építményben ma egy kávéház működik. |     |
| Sackheimi kapu Sackheimer Tor       | Закхаймские ворота Zakhajmszkije vorota         | Az egykori Sackheim városrész határán, a mai város keleti felén fekvő egynyílású neogótikus városkapu. A kapunak csak a város felőli oldala díszes, a hátulja egy egykori várárokra néz. A kapuzatot két porosz generális reliefje díszíti. A háborúban megsérült és 2006-ig raktárnak használt építményben ma kiállítótér és kávéház működik. |     |
| Steindammi kapu✝ Steindammer Tor    | Штайндаммские ворота Stajndamszkije vorota      | Az egykori Steindamm városrész határán a Pillau kelet-poroszországi kikötőváros (ma Балтийск – Baltijszk) felé vezető országúton fekvő egykori városkapu. A gazdagon díszített, kétnyílású neogótikus kaput 1912-ben bontatta le a városvezetés, hogy helyet adjon az Északi-pályaudvar (egykor Königsberg-Nordbahnhof, ma Калининград-Северный – Kalinyingrád-Szevernyij) építésének. |     |
| Tragheimi kapu✝ Tragheimer Tor      | Трагхаймские ворота Traghajmszkije vorota       | Az egykori Tragheim városrész határán, a mai város északi felén fekvő egyszerű cölöpkapu. A jelentéktelen építményt 1910-ben lebontották. |     |
| Zöld kapu✝ Grünes Tor               | Зелёные ворота Zeljenyije vorota                | A németül Grünes Tor vagy Langgasser Tor („Hosszú utcai kapu") néven ismert reneszánsz, tornyos városkapu a Kneiphöfische Langgasse déli végén a Grüne Brücke („Zöld-híd") kneiphofi hídfőjénél képezte a kneiphofi város és a sziget bejáratát. Az 1322-ben emelt kapu egy 1592-es átépítés után nyerte el díszes reneszánsz formáját. A kapu nyolcszögletű tornyának két falát óra, tetősisakját szélkakas díszítette, a boltívek fölött Kneiphof illetve Poroszország címerei kaptak helyet. Mint ahogy a város más kapujában és a kastélytoronyban, a Zöld kapu épületében is laktak városi zenészek (Königsberger Stadtmusikanten), akik minden nap 10 órakor muzsikálva vonultak végig a környék utcáin. A 19. század közepére a kapu már túl szűknek kezdett bizonyulni az egyre növekvő forgalmi igények számára, a beépítés sűrűsége miatt nem is volt megkerülhető. Végül neves művészek és állami elöljárók tiltakozása ellenére a kaput 1864-ben lebontották. |     |

## Kultúra

### Oktatás

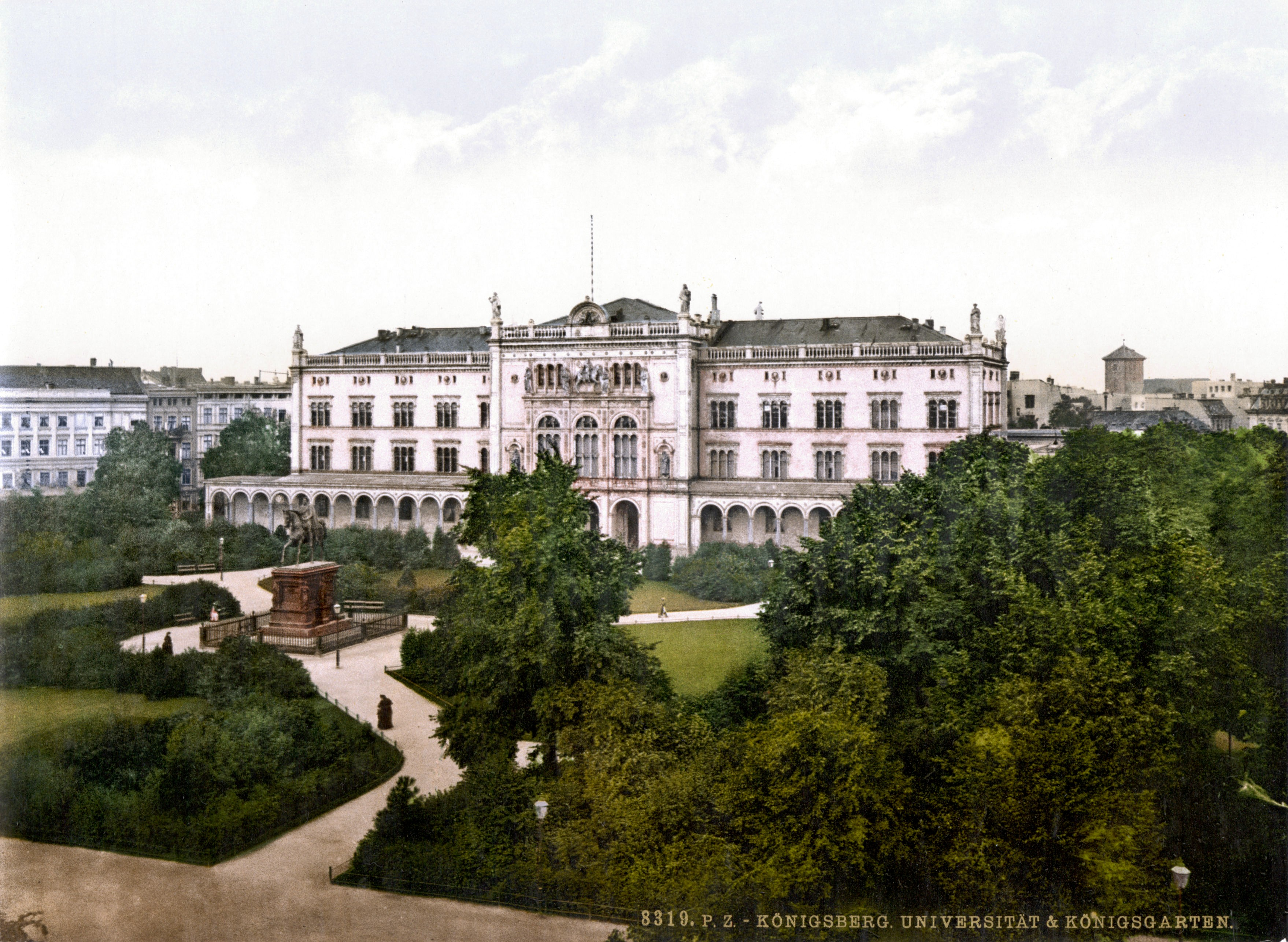
Az egyetem Friedrich August Stüler által tervezett neoreneszánsz főépülete a Paradeplatzon

#### Königsbergi Egyetem
A königsbergi Albertina Egyetem (németül Albertus-Universität Königsberg, latinul Academia Regiomontana, illetve Collegium Albertinum, köznyelvileg Albertina) a német nyelvterület egyik legrégebbi és legfontosabb felsőoktatási intézményének számított. Az 1544-ben a (Marburgi Egyetem után a) világ második lutheránus egyetemeként Brandenburgi Albert porosz herceg által alapított intézmény fennállása folyamán Königsberg és a Balti régió kiemelkedően fontos szellemi központjául szolgált. Itt tanult majd dolgozott rektorként Immanuel Kant. Az 1944-es brit légitámadás során szinte teljesen elpusztított egyetem a város szovjet annektálása után szűnt meg. A háborút túlélő tanári kart és diákságok vagy elűzték vagy kivégezték, a tanári kar egy része a Göttingeni Egyetemen folytatta munkáját.

#### Königsbergi Művészeti Akadémia (1790–1945)
Az 1790-ben a königsbergi Kastély művészeti iskolájaként (németül Königsberger Kunstschule) alapított intézmény 1845-ben, már művészeti akadémiaként (németül Kunstakademie Königsberg) nyílt meg egy IV. Frigyes Vilmos porosz király által adományozott palotában a Königsstraßén. A regionális jelentőségű intézmény röviddel Königsberg szovjet elfoglalása előtt bezárt. Egykori épületében ma egy iskola működik.

#### Königsberg gimnáziumai
Erősen vidékies jellege és alacsony népsűrűsége ellenére az egykori Kelet-Poroszország kitűnt sűrű és magas színvonalú gimnáziumi hálózatával. Poroszország szellemi központjaként Königsberg különösen fontos szerepet töltött be a középfokú oktatás terén, a város néhány hosszú múltra visszatekintő gimnáziuma országos hírnek örvendett és jelentősen hatott a kelet-poroszországi és német kultúrtörténelemre.
| név                                                          | fennállás        | megjegyzés | kép |
| Kneiphöfisches Gymnasium de (Kneiphofi Gimnázium)            | 1304–(1923)–1945 | A königsbergi dóm iskolájaként (scola cathedralis) alapított intézmény Kelet-Poroszország legrégebbi gimnáziuma volt. 1534-től protestáns egyetemi előkészítő iskola, 1810-től polgári iskola, 1831-től humán gimnázium, 1923-ban Stadtgymnasium Altstadt-Kneiphof néven összevonják az Altstadt gimnáziumával. Székhelyéül mindvégig a dóm melletti egykori egyetemi épületet használta, mely az 1944-es brit bombázások során teljesen kiégett. Az iskola 1945-ös bezárásával meg is szűnt.                  |     |
| Löbenichtsches Realgymnasium [de] (Löbenichti Reálgimnázium) | 1441-1945        | Az 1441-ben a löbenichti plébánia iskolájaként alapított intézmény 1525-től latin iskola, 1811-ben kerül az egyháztól a város kezébe. 1859-től székel Tudor-stílusú főépületében. 1882-től a város reálgimnáziuma. Épülete az 1944-es brit bombázások során teljesen kiégett. Az iskola 1945-ös bezárásával meg is szűnt. |     |
| Altstädtisches Gymnasium [de] (Altstadti Gimnázium)          | 1525–(1923)–1945 | Az 1376-os alapítású altstadti egyházi iskola jogutódjaként 1525-ben alapított latin iskola a Kneiphofi Gimnáziummal és a Collegium Fridericianummal együtt Kelet-Poroszország és Németország egyik elitiskoláinak egyikeként volt számontartva. 1923-ban Stadtgymnasium Altstadt-Kneiphof néven összevonják az Kneiphofi Gimnáziummal. Épülete az 1944-es brit bombázások során teljesen kiégett. Az iskola 1945-ös bezárásával meg is szűnt.                                                                 |     |
| Collegium Fridericianum [de]                                 | 1698-1945        | Az 1698-ban pietista magániskolaként alapított intézmény 1703-ban kapott I. Frigyes porosz királytól királyi privilégiumot, 1810-ben pedig mit Poroszország első királyi gimnáziuma nyitotta meg kapuit. A Pietizmus egyik központjának számító iskola hamar Kelet-Németország egyik vezető oktatási intézményévé vált. Épülete az 1944-es brit bombázások során elpusztult. Az iskola 1945-ös bezárásával meg is szűnt, az utolsó igazgató sikeresen kimenekítette az iskola archivumát az égő Königsbergből. |     |

### Színházak

#### Városi Színház (1753–1944)

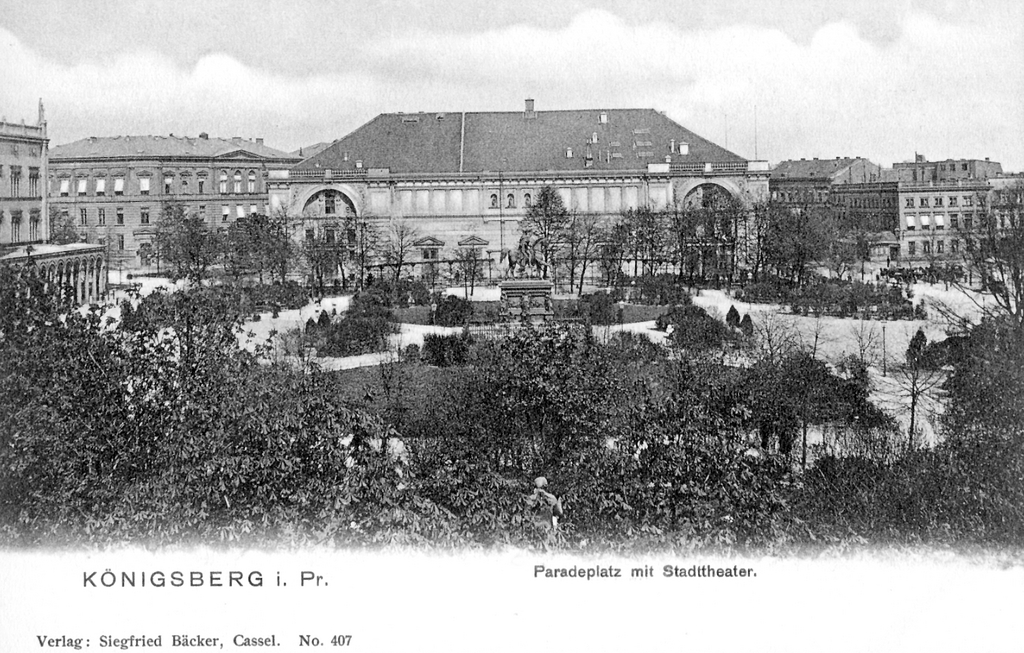
A Városi Színház épülete a Paradeplatzon

Königsberg Városi Színháza (németül Stadttheater Königberg) Poroszország első és Németország egyik legjelentősebb színháza volt. A königsbergi színjátszás kezdetei a 16. században nyilvánosan bemutatott iskolai komédiákban és farsangi előadásokban ered, 1552-től a Kastély udvarán mutatnak be színdarabokat, 1618-ban Shakespeare, majd Marlowe és Molière műveit játsszák. 1753-ban II. (Nagy) Frigyes porosz király a Kreytzenschen Platz-on bocsátott egy alapítandó állandó színtársulat rendelkezésére egy telket. Az itt felépült, 300 főnyi befogadóképességű színházépületet Racine Mithridates című művének bemutatásával nyílik meg. Az 1795-ben leégett színház 1808-ban lelt új otthonra a Paradeplatzon Johann Valerian Müller tervei szerint épült színházépületben, a megnyitón Mozart Titus kegyelme című operáját adták elő. Az 1903-tól villamosárammal ellátott épületben tartott németországi ősbemutatója után indult el Bizet Carmen című operája a világhír felé. Az Első világháború alatt hadikórházként szolgáló intézmény 1918-tól kizárólagosan operaházként működik; az 1924-es a Neues Schauspielhausszal való összevonása után Kelet-poroszországi Állami Színház (németül Ostpreußisches Landestheater) néven Németország egyik legjelentősebb színpada maradt. Történetének 1944 augusztusában szakadt vége, amikor a brit bombázások folyamán épülete teljesen megsemmisül.

#### Neues Schauspielhaus (1912–1944)
Az 1912-ben Otto Walter Kuckuck építész tervei szerint Königsberg akkori északnyugati felén emelt modern színházi épületet kezdetben vígoperaként operák, operettek és vígjátékok bemutatására használták. 1924-ben összevonták a Városi Színházzal, ami után Kelet-poroszországi Állami Színház (németül Ostpreußisches Landestheater) néven Németország egyik legjelentősebb színházává vált. Az épületet 1925–26-ban Kaufmann Oszkár erdélyi származású magyar–német építész tervei alapján építették át. A második világháborúban erősen megrongalódott, majd módosított formában újjáépített teátrumot 1960 óta a kalinyingrádi Drámaszínház használja.

### Vendéglátás
Más korabeli kereskedő- és Hanza-városhoz hasonlóan Königsbergben is nagy múltra tekintett vissza a vendéglátás számos formája. A Kneiphof körüli kikötők mentén kialakult piacokat övező számos kocsmában, valamint a híres „pacalpincékben" (németül Fleckkeller), majd később az előkelőbb városrészekben (pl. a Steindammon) megjelenő Hüttékben árultak a város különlegességének számító savanyú pacallevest, a Königsberger Flecket. A kisszámú, ám igen nagy tradíciókat ápoló königsbergi egyetemi diákság jelentős hatással volt a város vendéglátóiparára. A híresebb intézmények közé tartozott:
- Marzipanfabrik Zappa („Zappa marcipángyára") – a kastély mellett, a Münzplatz és a Französische Straße sarkán álló ódon épületben működött Königsberg egyik legnevesebb, házi marcipánjairól híres cukrászdája. Az 1812-ben nyílt intézmény a közeli egyetem tanári karanak kedvelt gyülekezőhelye volt.[24]

#### Mälzenbräuer
Königsberg számos patriciusháza rendelkezett már a középkor óta sörfőzési joggal, amely jövedelmező bevételi forrásnak számított. Az ilyen, Mälzenbräuer elnevezésű, főleg a Löbenicht városrészre jellemző céhes sörfőzők által üzemeltetett magánfőzdék a königsbergi egyetemi diákság kedvelt szórakozóhelyeinek számítottak. Fontos egyetemi tradíciónak számított az ún. „Königsbergi Sörbirodalom" (németül Königsberger Bierreich) színesen illusztrált, humoros nyelvezetű leírása, melyben a város kocsmáit, sörfőzdéit, sörfőzőjoggal rendelkező polgárházait, illetve az ott éneklendő dalokat, valamint mindenképp kipróbálandó italkülönlegességeket mutatták be nagy részletességgel.

#### Élet a Kastély-tó körül
A 19. századtól a város életében központi szerepet töltött be a Kastély-tó (németül Schloßteich, oroszul Нижний пруд – Nyizsnyij prud vagy Замковый пруд – Zamkovij prud), melynek partjain és vizén a II. világháborúig élénk társadalmi és diákélet folyt. A tó körüli élet iránti romantikus szeretetet königsbergiek a „kastélytavi mentalitás" (németül „Schloßteich-Mentalität") néven kultiválták. A tó partján számos königsbergi diákegyesület klubháza és evezősklubja mellett megannyi sörkert és teraszos kávéház vonzotta a vendégeket:
- Börsengarten („Tőzsdekert") – egy bajor sörkertre emlékeztető, főleg a diákság által kedvelt tóparti étterem és sörkert. Az 1833-ban Jardin de Paris néven nyílt vendéglátóipari helyiség telkére 1929-ben épült Hanns Hopp tervei szerint a ma is álló Park Hotel épülete.
- Café Bellevue – a tó keleti partján álló pompás századfordulós épületben működő kávéház nevét a náci hatalomátvétel után germanizálták Schloßgartenre („Kastélykert"). Az épület és a kávéház az 1944-es bombázásokban teljesen kiégett.
- Café Imperial – az 1909-ben, a Kastély tőszomszédságában a tó és a Münzplatz által közrefogott díszes bérházban megnyitott Imperial Königsberg egyik legelegansabb kávéházának számított. A náci hatalomátvétel után Schloßcafé („Kastély-kávéház") névre germanizált intézmény az 1944-es brit bombázásokig működött.
- Café Schwermer – a tóparti teraszos kávéház specialitásának a házi marcipán és az 1900-as párizsi világkiállításon díjnyertes Baumkuchen (fatörzstorta) számított.[24]

A Kastély-tavat övező egykori kávéházakból és éttermekből egy sem élte túl a II. világháborút. 

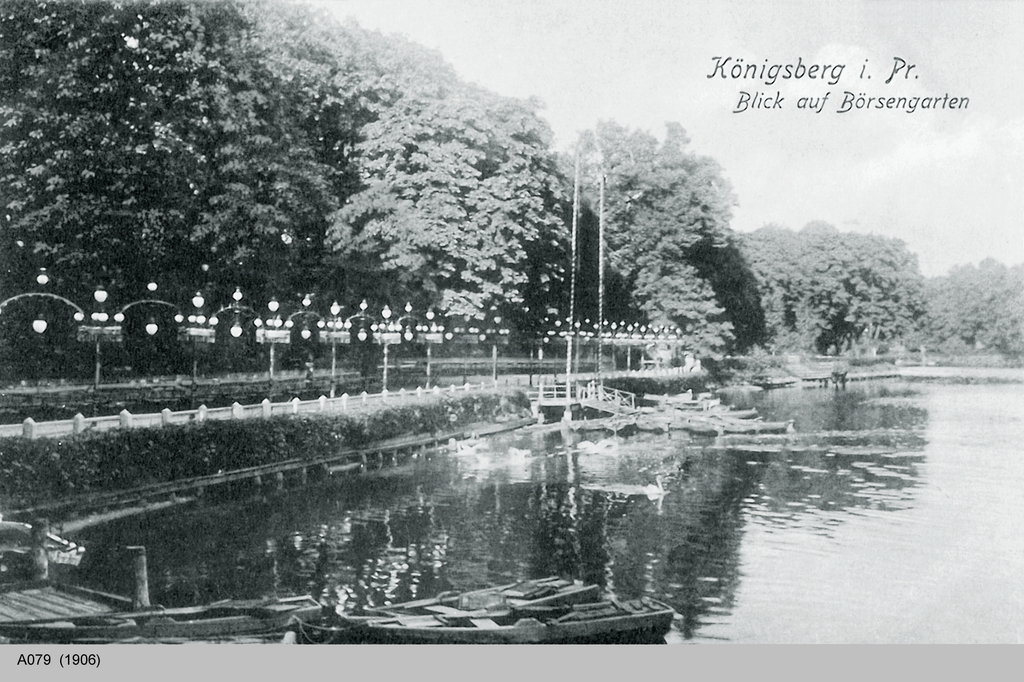
Börsengarten
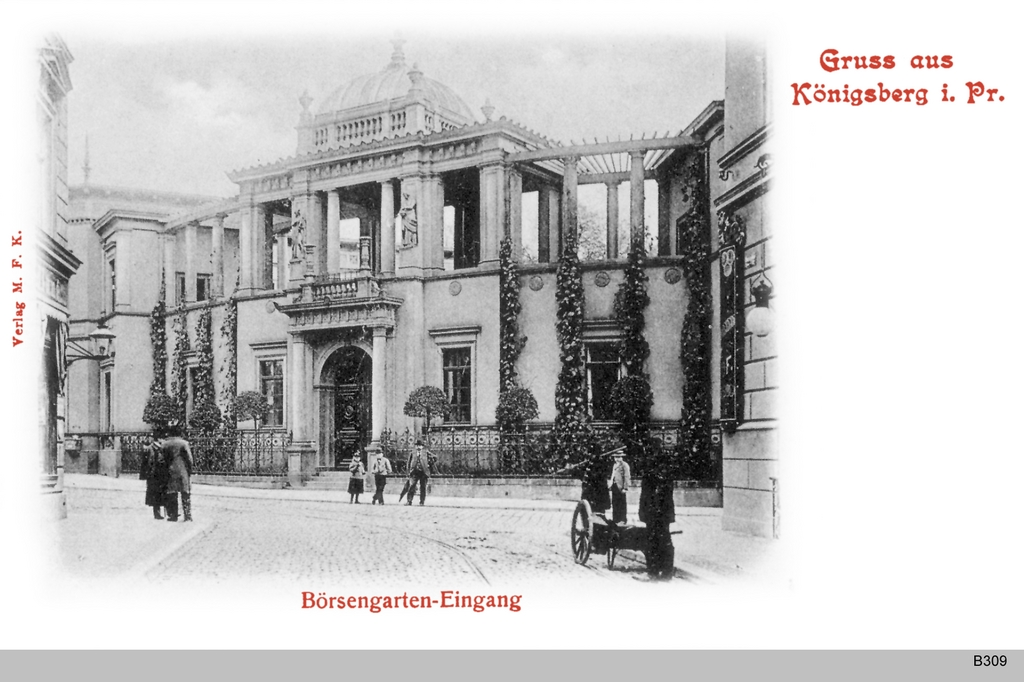
Börsengarten – bejárat
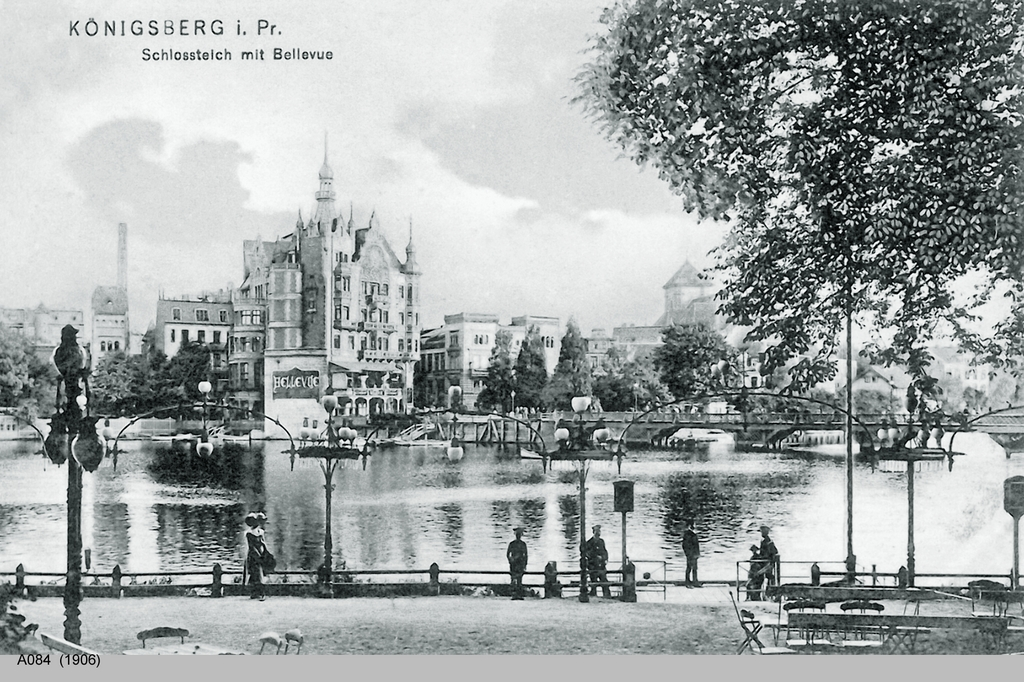
Bellevue
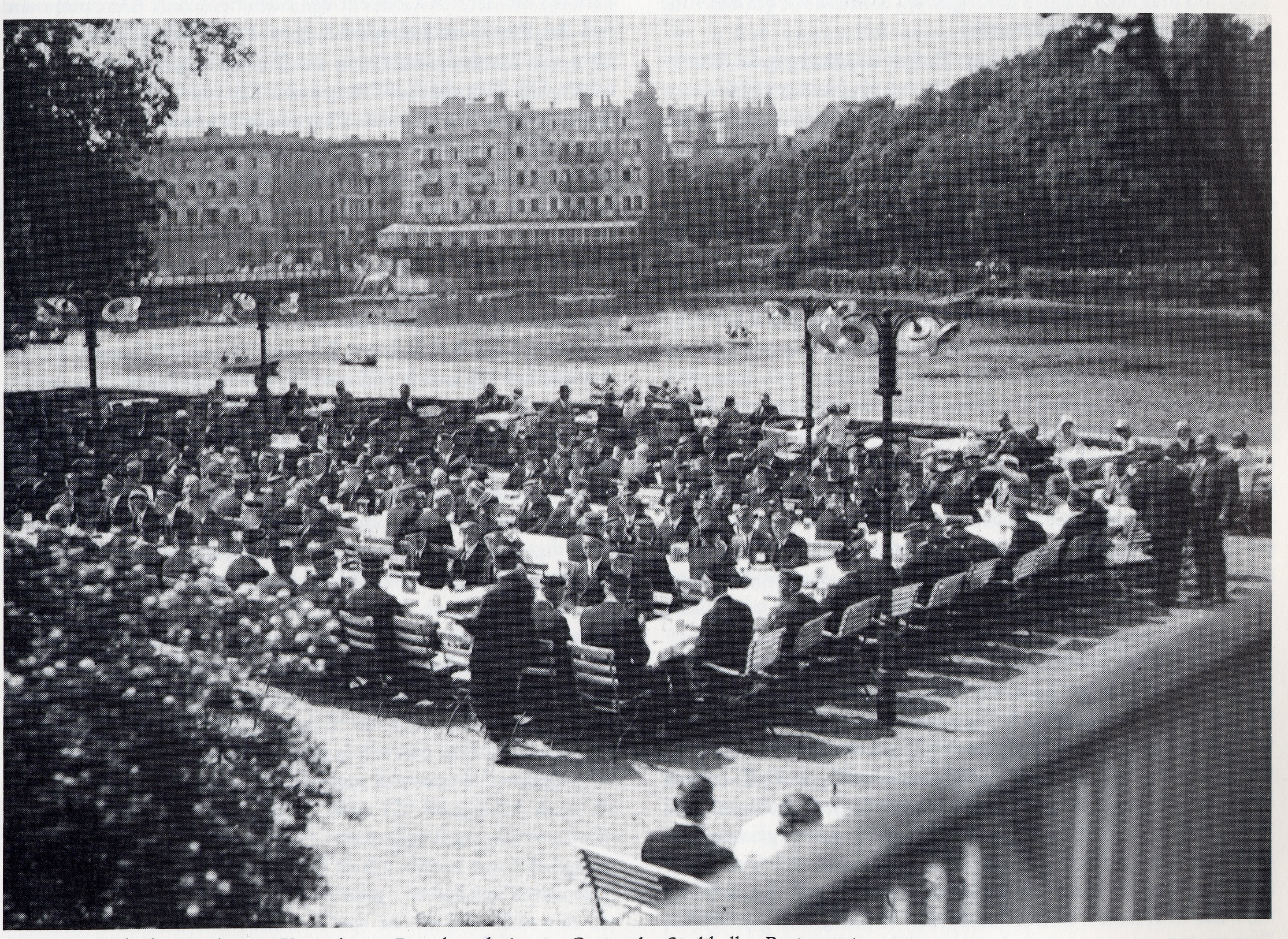
Diákok egy tóparti sörkertben, 1930
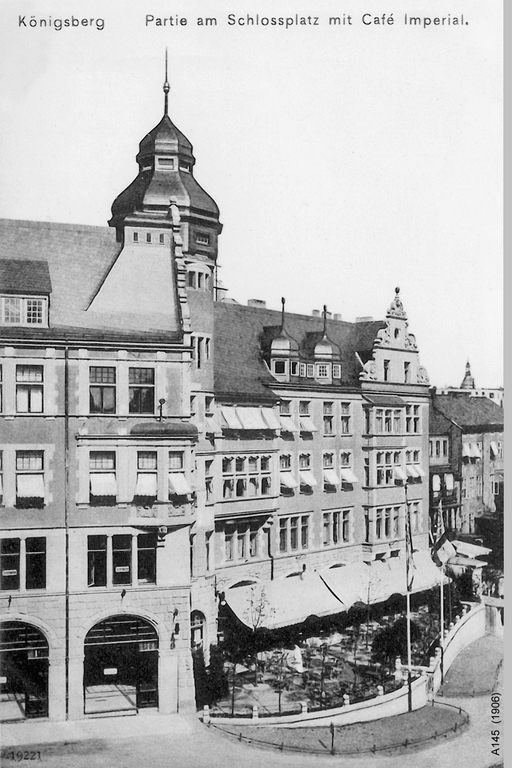
Café Imperial
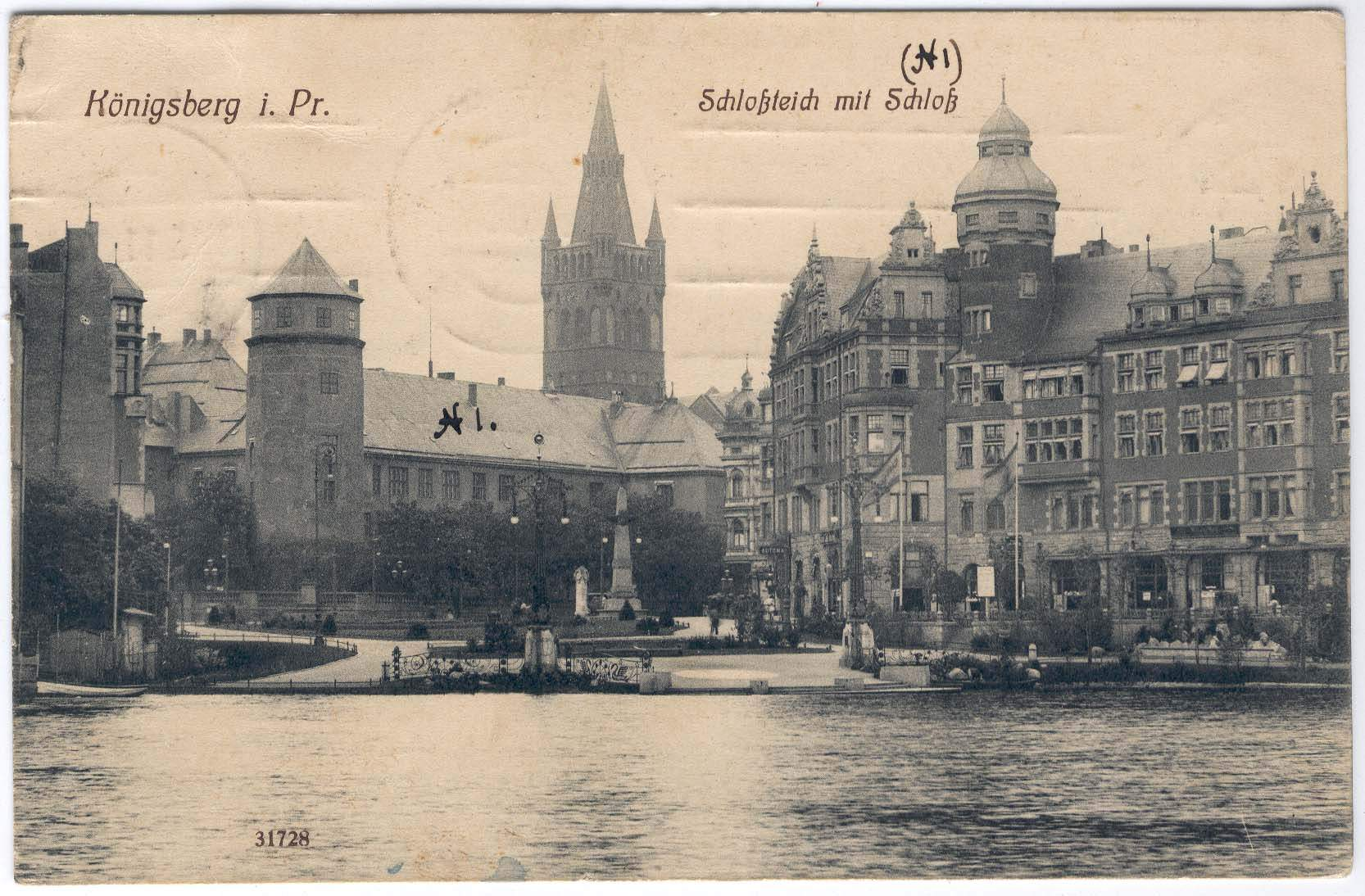
A Café Imperial épülete és a königsbergi kastély a Bellevue-ből nézve

#### Blutgerichtborpince

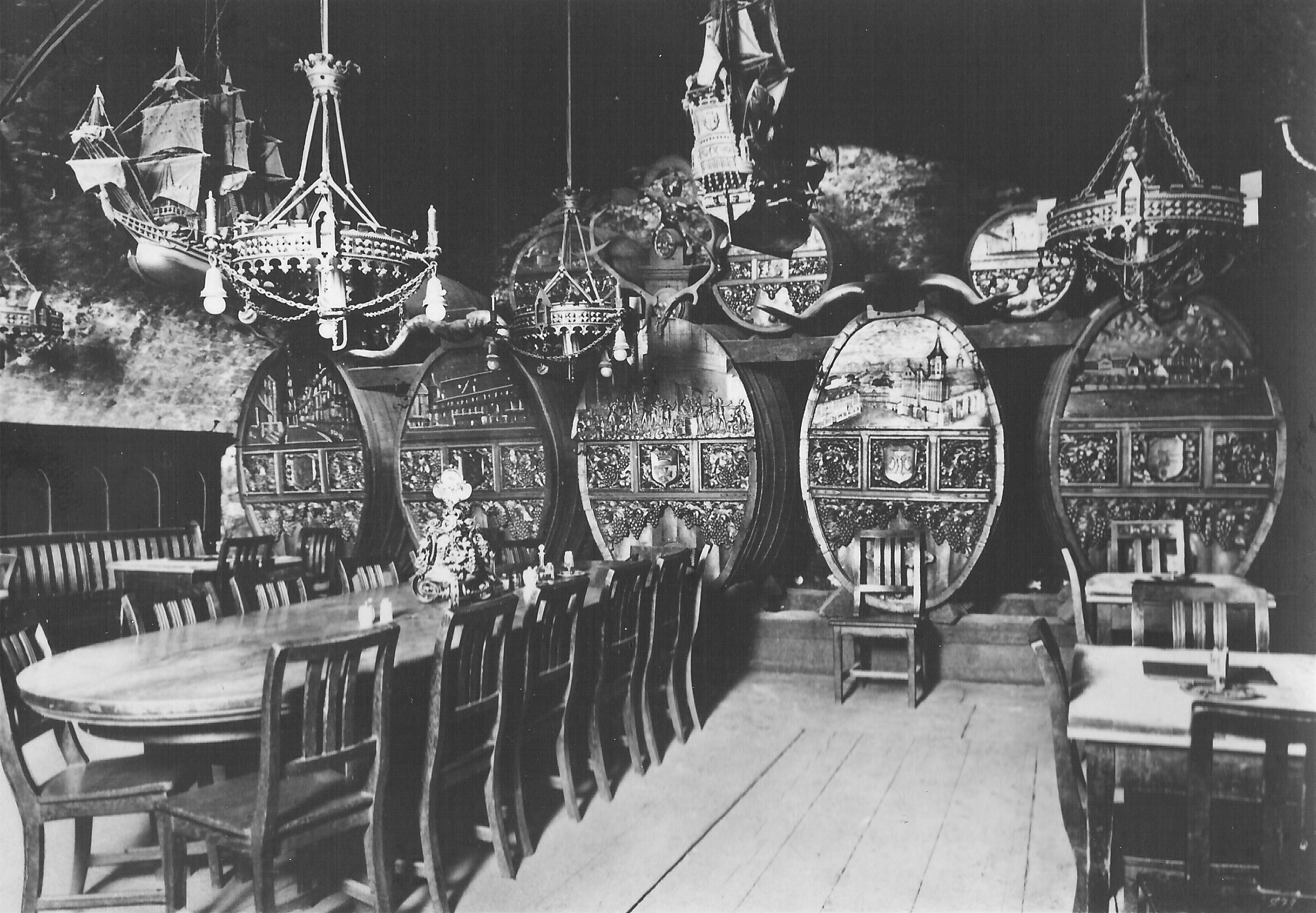
A Blutgericht díszes hordói és kogge hajómodelljei

A magyarul „vérbíróság" nevű borpince a königsbergi kastély északi szárnya alatti pincerendszert elfoglaló, 1738 és 1945 áprilisa közt működő nagyhírű történelmi italkimérő, később étterem volt. Az 1731-ben a helyi protestánsüldözések elől Salzburgból Königsbergbe menekült David Schindelmeißer által alapított borozó hamar a königsbergiek, különösképpen az egyetemi diákság egyik kedvelt „intézményévé" nőtte ki magát. A Németország-szerte a lipcsei Auerbach és a breslaui Schweidnitzer pincékhez hasonló kultúrtörténeti jelentőséggel bíró borozó illusztris vendégköréhez tartozott többek között E.T.A. Hoffmann, Richard Wagner, Lovis Corinth, Felix Dahn, Thomas Mann, Joachim Ringelnatz, Paul Wegener, Heinrich George, Henrik porosz királyi herceg vagy Gustav Stresemann.

### Konyha
A háború előtti königsbergi, illetve a tágabb értelemben vett kelet-poroszországi konyha számos jellegzetes regionális ételkülönlegességgel büszkélkedett, melyek nagyrésze a mai napig fennmaradt a német illetve néhány esetben orosz konyha részeként is.
- Königsbergi húsgolyók (németül Königsberger Klopse, oroszul Кёнигсбергские клопсы – Kjonigszbergszkije klopszi) – darált borjú-, marha–, vagy disznóhús és aprított szardella hozzáadásával készült, fehérboros, citromos kapros szószban, főtt burgonyával vagy krumplipürével tálalt húsgolyók. Németországban és újabban Oroszországban is elterjedt étel. Az egykori NDK-ban a Szovjetunióhoz került Königsberg nevének elkerülése végett „főtt golyókként” (németül Kochklopse) nevezett ételt némi iróniával „revansista golyókként" (ném. Revanchistenklopse) emlegették.[26]
- Königsbergi pacal (németül Königsberger Fleck) – zeller, petrezselyemgyökér és velőscsont hozzáadásával készült, tálalás után mustárral, ecettel és majorannával ízesített pacalleves. Egykoron városszerte az utcán vagy utcai imbiszekben árult egyszerű népételnek számított.[26]
- Schwarzsauer – Németország északi vidékein elterjedt fekete, ecetes töpörtyű és más húsaprólék, illetve némi zöldség hozzáadásával készült disznóvéralapú leves.[26]
- Spirgel vagy Spirkel – más balti konyhában is megtalálható egyszerű, apróra vágott sűlt szalonna vagy sűlt disznóhas és hagyma hozzáadásával készült étel. Kelet-Poroszországban hagyományosan karácsony előtt három nappal, családi körben fogyasztották.[26]
- Tilsziti sajt (németül Tilsiter, oroszul Тильзитер – Tilzityer, lengyelül Tylżycki) vöröspenészes, félkemény, tehéntejből készült, eredetileg 10 cm magas, 25 cm átmérőjű korongokban árult kelet-poroszországi sajt. A Königsbergtől északkeletre fekvő Tilsit (1946 óta Сове́тск – Szovjetszk) városába a 18 század folyamán érkezett holland, salzburgi és svájci betelepülők által kifejlesztett sajttípust ma Svájcban és Németország Holstein régiójaban készítik.[26]
- Königsbergi marcipán (németül Königsberger Marzipan) – a Velencéből Lübecken át Königsbergbe érkezett marcipángyártás a háború előtti kelet-poroszországi főváros Németország határain kívül is jól ismert produktuma volt. Az első königsbergi marcipángyár 1809-es alapítása után 1945-ig számos helyi cég készített königsbergi marcipánt, mely a lübecki csokoládéval bevont változattal ellentétben aprólékosan, sokszor cukorral vagy kandírozott gyümölccsel díszített, a tetején égetett vagy pirított formában készült. A königsbergi marcipángyártás a háborúban történt megszűnése óta a megnevezés nem eredetmegjelölést, hanem egy elkészítési mód nevét jelenti. A mai Németországban pl. Berlin, Hamburg és Wiesbaden, egyes esetekben még königsbergi gyökerű manufaktúrái viszik tovább a tradíciót.[7]

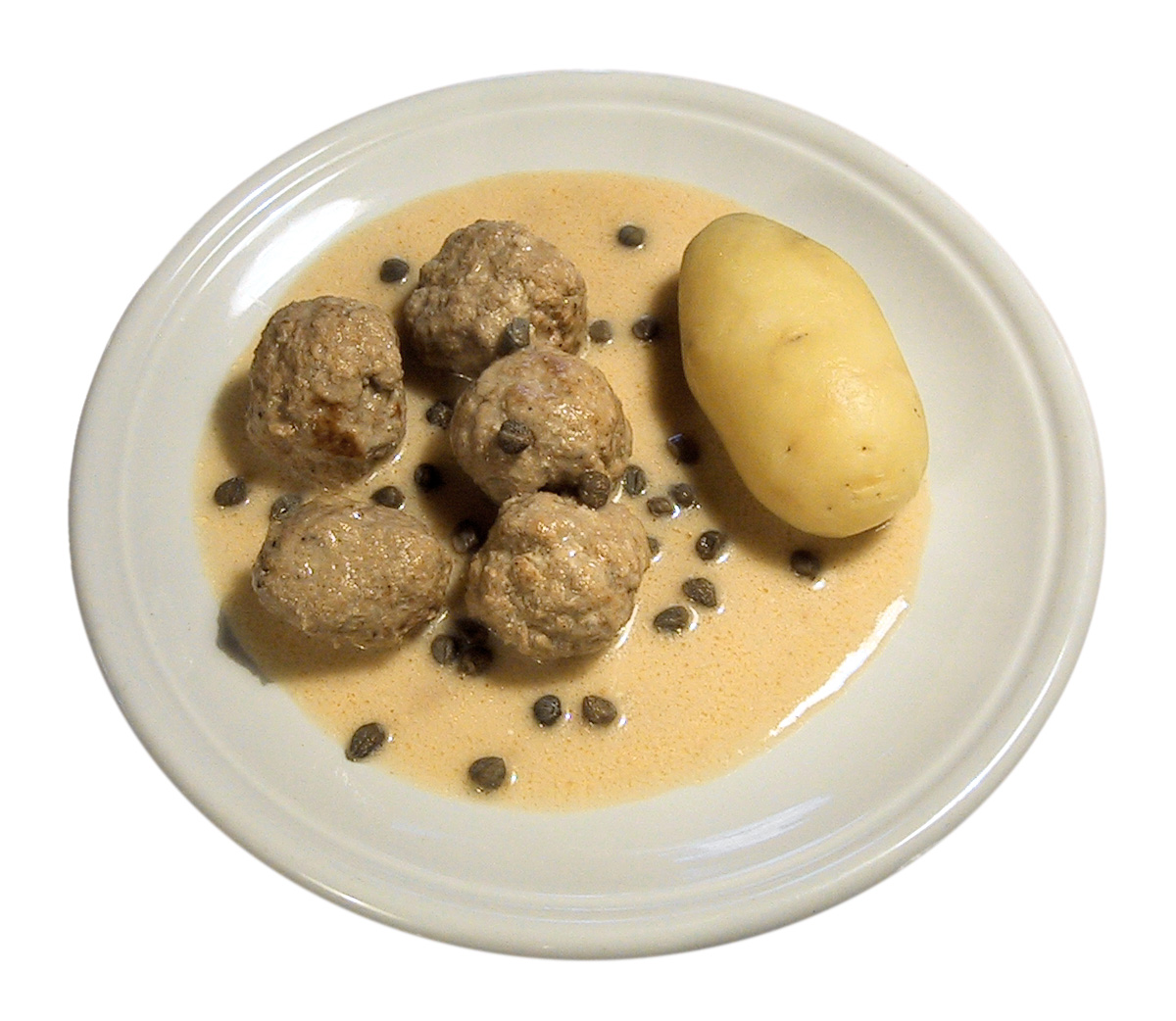
Königsbergi húsgolyók
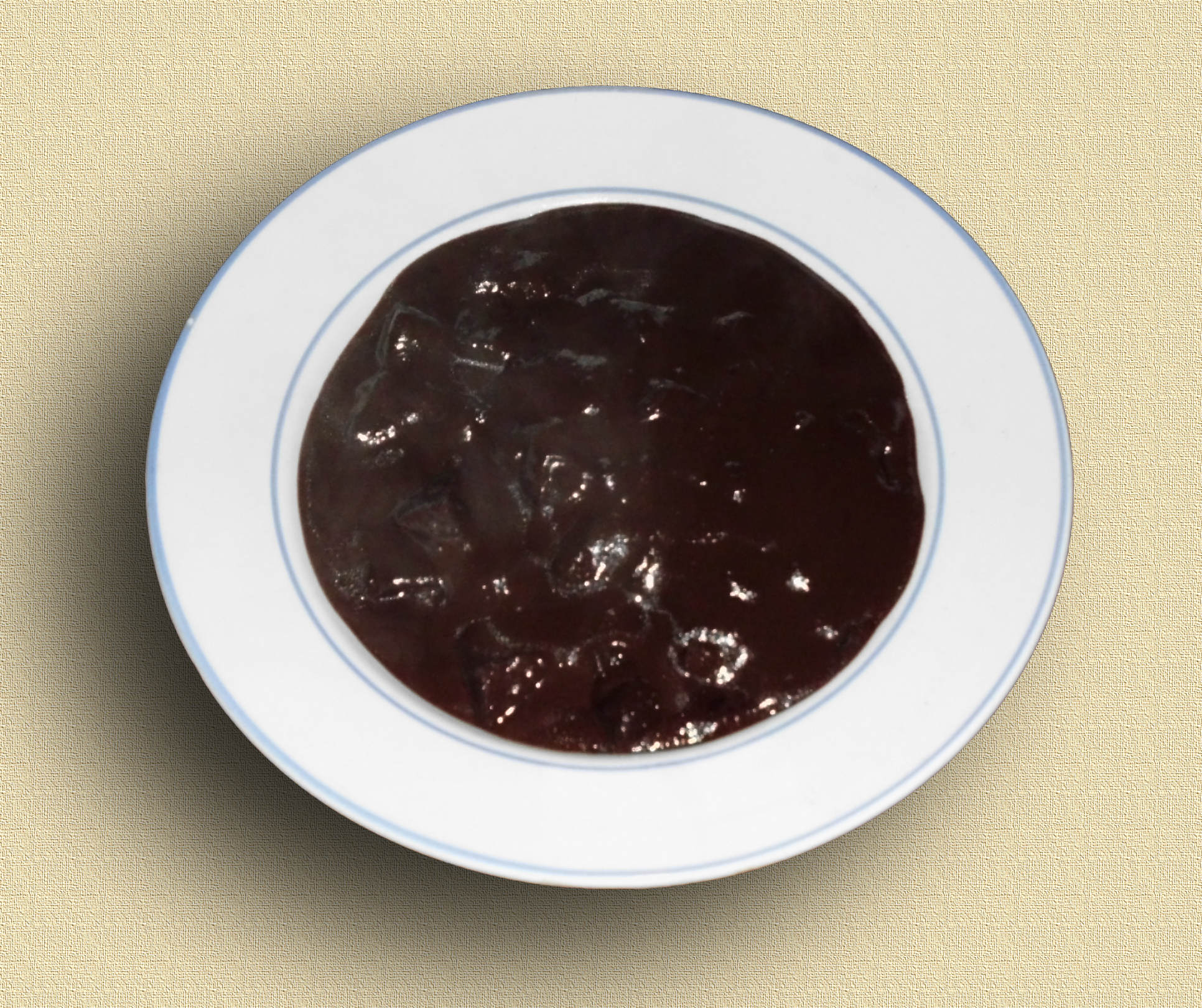
Schwarzsauer
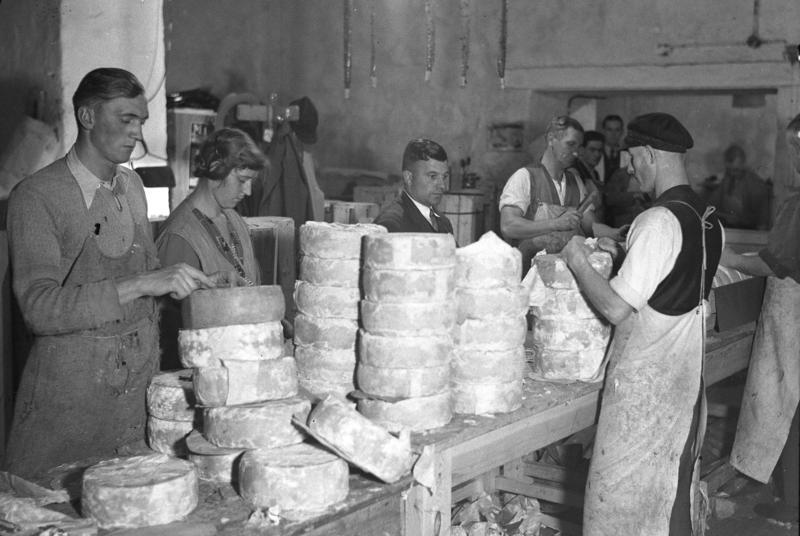
Tilsiti sajtkészítők az 1930-as években
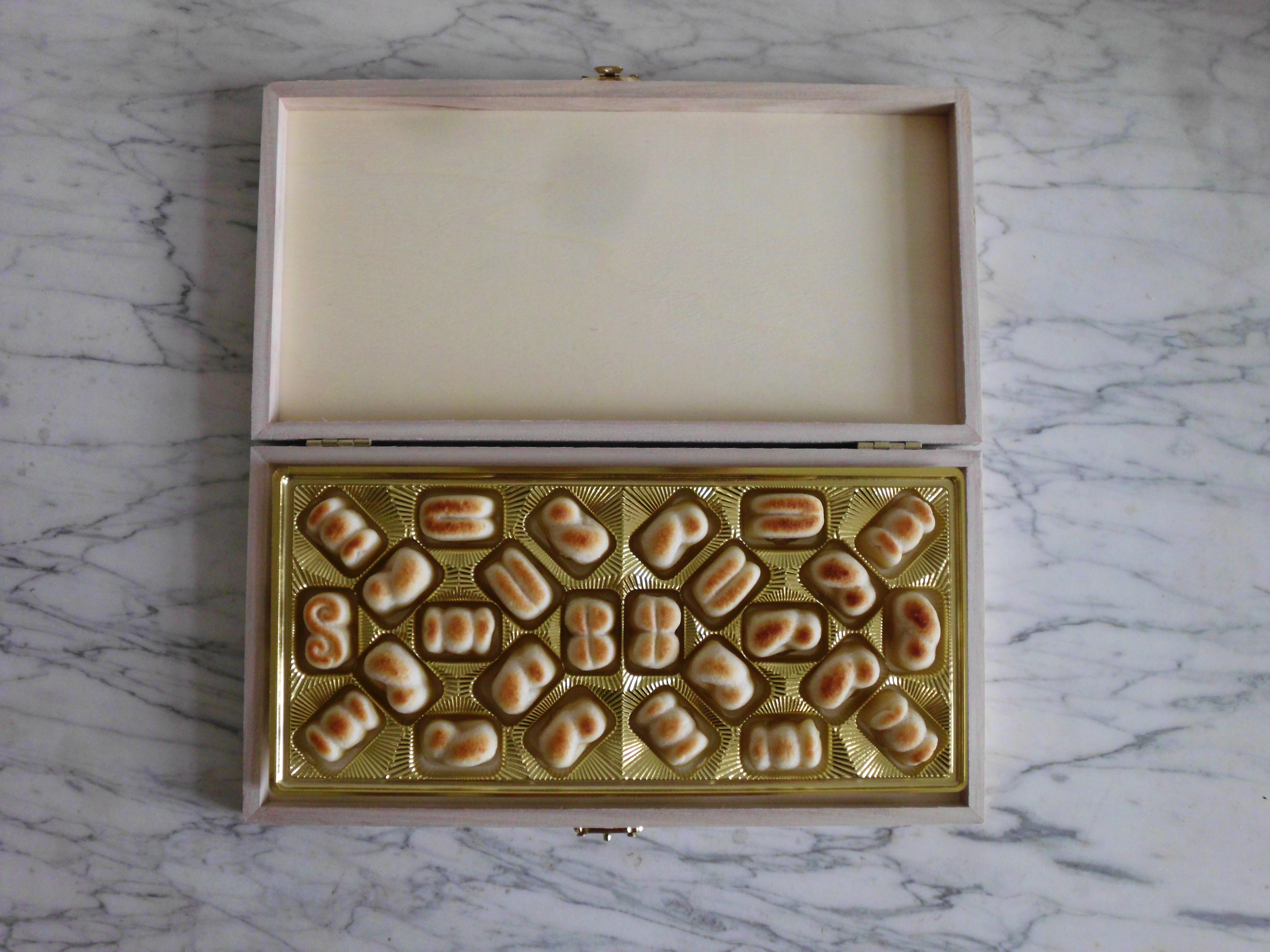
Königsbergi marcipán

## Infrastruktúra

### Úthálózat

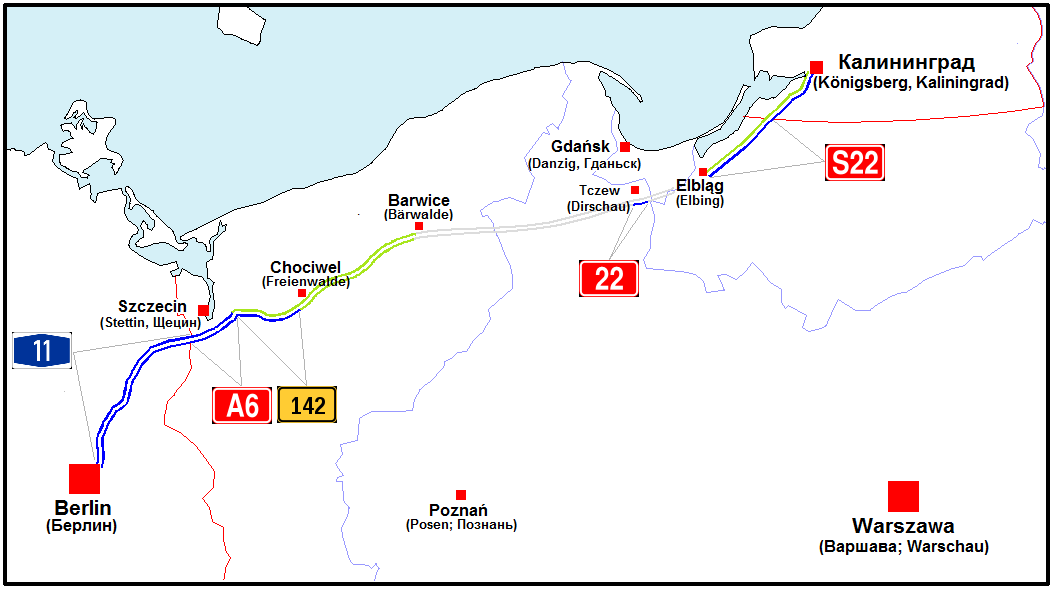
A Berlinka tervezett és kivitelezett szakaszai, Németország, Lengyelország, Oroszország

Königsberg a Kelet-Poroszországot illetve a tágabb régiót átszelő fontos kereskedelmi és országutak metszéspontjában állt. Itt vezetett át az Északi-tengert a Földközi-tengerrel összekötő borostyánút, illetve innen kezdett kiépülni Poroszország modern úthálózata, például az 1828-tól a várost Berlinnel összekötő későbbi 1-es számú birodalmi műút (Reichsstraße). A Harmadik Birodalom nagyszabású autópálya-fejlesztési programjának részeként 1933-ban kezdődött meg a Berlint Königsberggel összekötő birodalmi autópálya (Reichsautobahn Berlin-Königsberg) építése, melynek különböző, más-más készültségi fokon álló szakaszai ma Berlinka néven szelik át Németország, Lengyelország és Oroszország egyes vidékeit.

### Vasút
Az úthálozatban betöltött központi szerepéhez hasonlóan Königsberg a tartomány és a régió legfőbb vasúti csomópontjaként is szolgált. Kelet-Poroszország első vasútja innen kiindulva 1853-tól Braunsbergig (ma Branievo, Lengyelországban), 1857-től Berlinig a Porosz Királyi Államvasutak (Königlich Preußische Staatseisenbahnen) által kiépített Porosz Keleti Vasút (Preußische Ostbahn) kezelésében kezdett közlekedni. Nem sokkal később nyílt meg a Porosz Déli Vasúttársaság (Ostpreußische Südbahn-Gesellschaft) által működtetett szakasz az akkori Orosz Birodalom részét képező Odessza kikötőjéig. A Német Császárság idején Königsbergen át közlekedtek az ország első nemzetközi gyorsvasútjai Berlinből Vilnón (ma Vilnius) át egészen Szentpétervárig.
A központi főpályaudvar 1929-es megnyitásáig a régió, a Német-, Orosz- és Lengyelország, illetve a Balti-államok felé irányuló vasúti közlekedés a városszerte szétszórtan elhelyezkedő kisebb pályaudvarokról indult.

### Königsberg pályaudvarai
| Név | Fennállás | Megjegyzés | Kép |
| --- | --------- | --- | --- |
| Főpályaudvar németül Königsberg Hauptbahnhof oroszul: Калининград-Пассажирский – Kalinyingrád-Passzazsirszkij (Kalinyingrád-Személypályaudvar)   | 1929–     | Königsberg reprezentatív központi pályaudvara. Az egymás mellett álló, a 19. század folyamán épült königsbergi Déli és Keleti pályaudvarok helyére felhúzott expresszionista és téglagótikus elemeket ötvöző épület Németország egyik legnagyobb és legmodernebb vasúti kiszolgáló épületének és Königsberg első átmenő pályaudvarának számított. A II. világháborúig Németország és a Balti-térség egyik legfőbb vasúti csomópontjának számító pályaudvarról közvetlen forgalomban lehetett elérni Rigát, Berlint, Varsót, Drezdát és Párizst. A háborús pusztításokat csodával határos módon szinte teljes épségben átvészelő épületet 1945 áprilisában hagyta el az utolsó Berlin felé tartó német vonat – a következő pedig csak 1991 augusztusában futott be onnan, több mint 46 év múlva. Ma Kalinyingrád-Személypályaudvar vagy Déli pályaudvar, oroszul Калининград-Южный – Kalinyingrád-Juzsnyij) néven Kalinyingrád nemzetközi pályaudvara. |     |
| Északi pályaudvar németül Königsberg Nordbahnhof oroszul Калининград-Северный – Kalinyingrád-Szevernyij vagy Северный вокзал – Szevernyij vokzal | 1930–     | Szintén egy néhány korábbi kisebb pályaudvar helyén épített, főleg a kelet-poroszországi regionális közlekedés igényeit kiszolgáló fejpályaudvar. Innen indultak a balti-tengeri üdülővároskák (pl. Cranz, ma Zelenogradszk, Neukuhren, ma Pionyerszkij, vagy Rauschen, ma Szvetlogorszk) felé tartó vasutak. Az egykori Steindammi kapu (németül Steindammer Tor) helyén a hajdani Hansaplatzon (ma Győzelem tere) 1930-ban meggnyílt modern épületet a háború utáni szovjet időkben elővárosi vasutak állomásaként, később a haditengerészet öregotthonként, ma pedig bevásárlóközpontként kerül hasznosításra. |     |
| Keleti pályaudvar✝ németül Ostbahnhof Königsberg                                                                                                 | 1853–1929 | A Porosz Keleti Vasút 1853-ban épült fejpájaudvara. Az 1920-as évek végéig üzemelő épület helyére és annak funkcióit kiváltva épült fel a Főpályaudvar. |     |
| Déli pályaudvar✝ németül Südbahnhof Königsberg                                                                                                   | 1866–1929 | A Kelet-poroszországi Déli Vasút (Ostpreußische Südbahn) fejpályaudvara. Az 1920-as évek végéig üzemelő épület helyére és annak funkcióit kiváltva épült fel a Főpályaudvar. |     |
| Lizent-pályaudvar✝ németül Lizentbahnhof később Pillaui pályaudvar (Pillauer Bahnhof)                                                            | 1865–1945 | A Kelet-poroszországi Déli Vasút (Ostpreußische Südbahn) a Prégel északi partján fekvő Lizent városrészében fekvő fejpályaudvara. A Főpályaudvar megépítése után átmenő állomássá átépített épület a Pillau kikötője felé menő forgalom egyik fontos belvárosi állomása volt. A II. világháború után nem épült újjá. |     |

### Légiközlekedés
Königsberg 1920-ban Königsberg-Devau repülőtér (németül Flughafen Königsberg-Devau) néven megnyílt légikikötő egyike volt a világ első polgári repülőtereinek. A várostól északkeletre fekvő Devau falva mellett található egykori porosz katonai gyakorlóteret már az I. világháború folyamán alakították át repülőtérré. A háborút lezáró 1919-es versailles-i béke értelmében az ún. „lengyel (vagy danzigi) korridor" által a birodalom többi részétől elválasztott Kelet-Poroszország számára stratégiai fontosságúvá vált a polgári légiközlekedés beindítása. Az 1922–23-ban Hans Hopp építész tervei szerint a kor dekoratív expresszionista stílusában megépült a repülőtér főépülete, melyet 1924-től már a villamos is kiszolgált. A belföldi Königsberg–Danzig–Berlin-járatok elindulása után 1922-ben megindult a Szovjetunió első nemzetközi légiösszeköttetése a Moszkvát Szmolenszken és a litvániai Kaunason át Königsberggel összekötő vonalán, amely 1936-os beszüntetéséig heti kétszer tette meg az akkori körülmények közt szokatlanul hosszúnak számító több mint 1200 km-es távolságot. 1928-tól megindult a légiközlekedés Berlin és Leningrád között Danzig, Königsberg, Riga és Tallinn érintésével. Mindkét járatot a közös szovjet–német Deruluft légitársaság üzemeltette. 1926-tól a Deutsche Luft Hansa (a későbbi Lufthansa) légitársaság is járatokat létesít Königsbergből Danzigon át Berlinbe és Tilsiten át Memelbe, illetve megindul a Berlin–Königsberg éjszakai repülőjárat, mely a világon elsőként kivált egy éjszakai vonatjáratot, ebben az esetben a Deutsche Reichsbahn Berlin–Königsberg éjszakai járatát. A II. világháború kitörésével folyamatosan ritkított járatok közül 1944-re már csak a berlini közlekedett. A háborús harcokban súlyosan megrongálódott repülőteret a szovjetek már nem használták a Kalinyingrádra átnevezett, immár szovjet város fő légikikötőjeként. Devau ma sportrepülőtérként szolgál, Kalinyingrád reptere ma a várostól nyugatra, Hrabrovo település mellett üzemel.

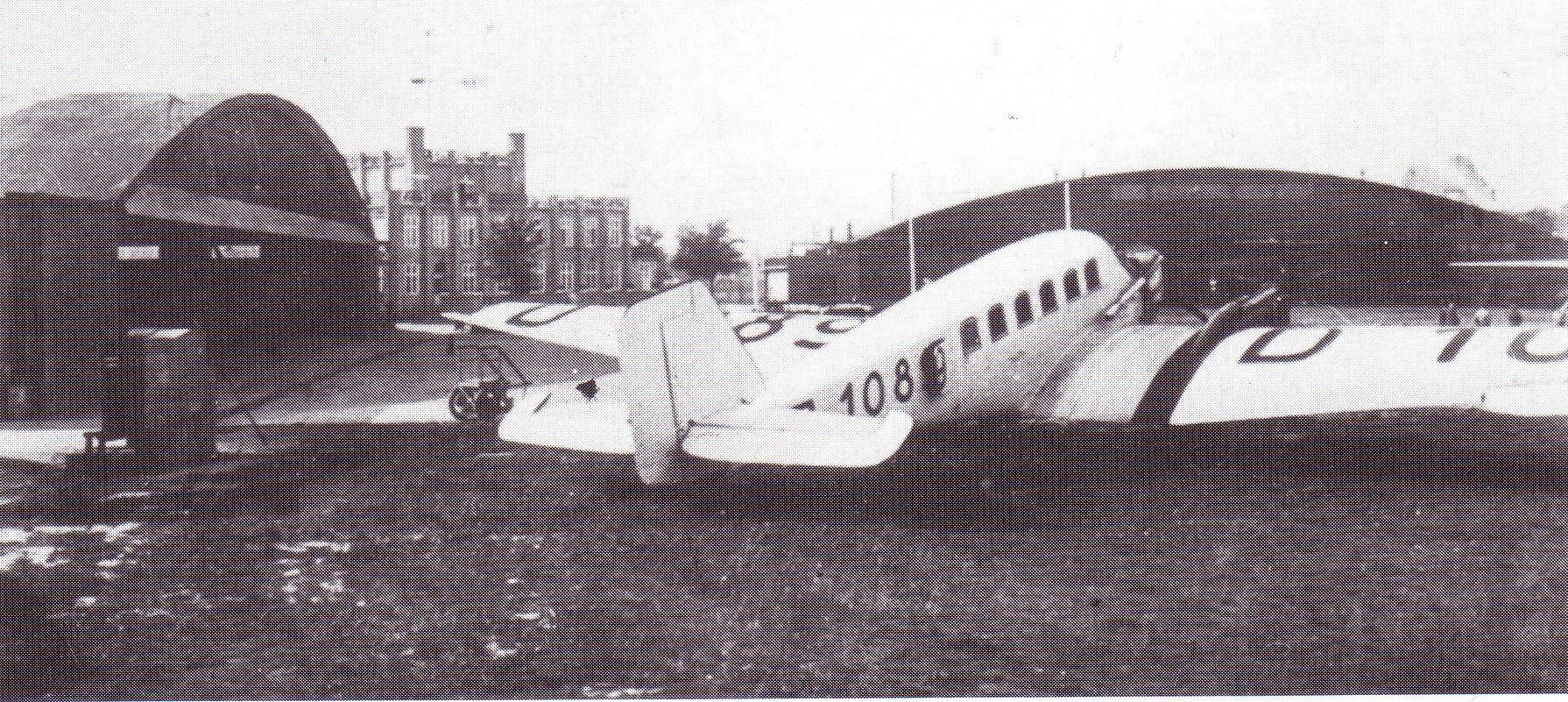
Devau 1929-ben
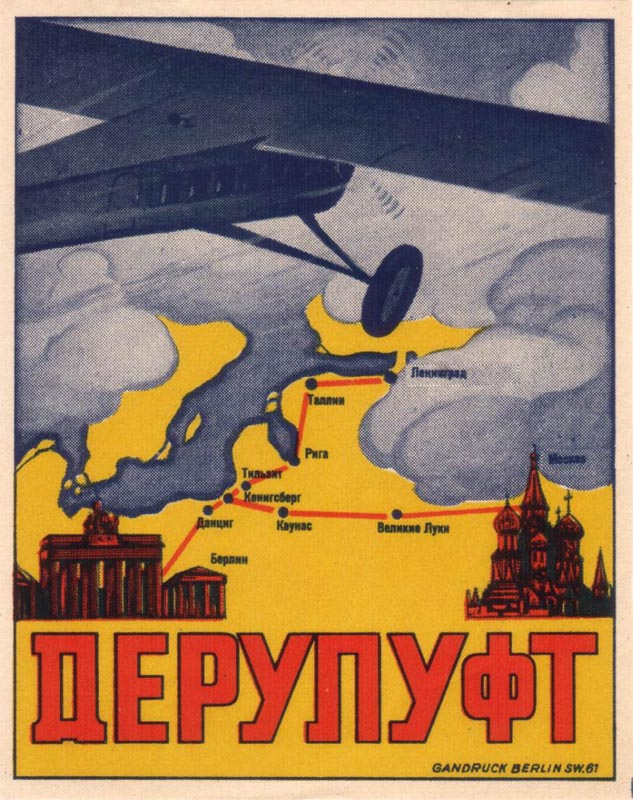
Orosz nyelvű Deruluft plakát 1932-ból
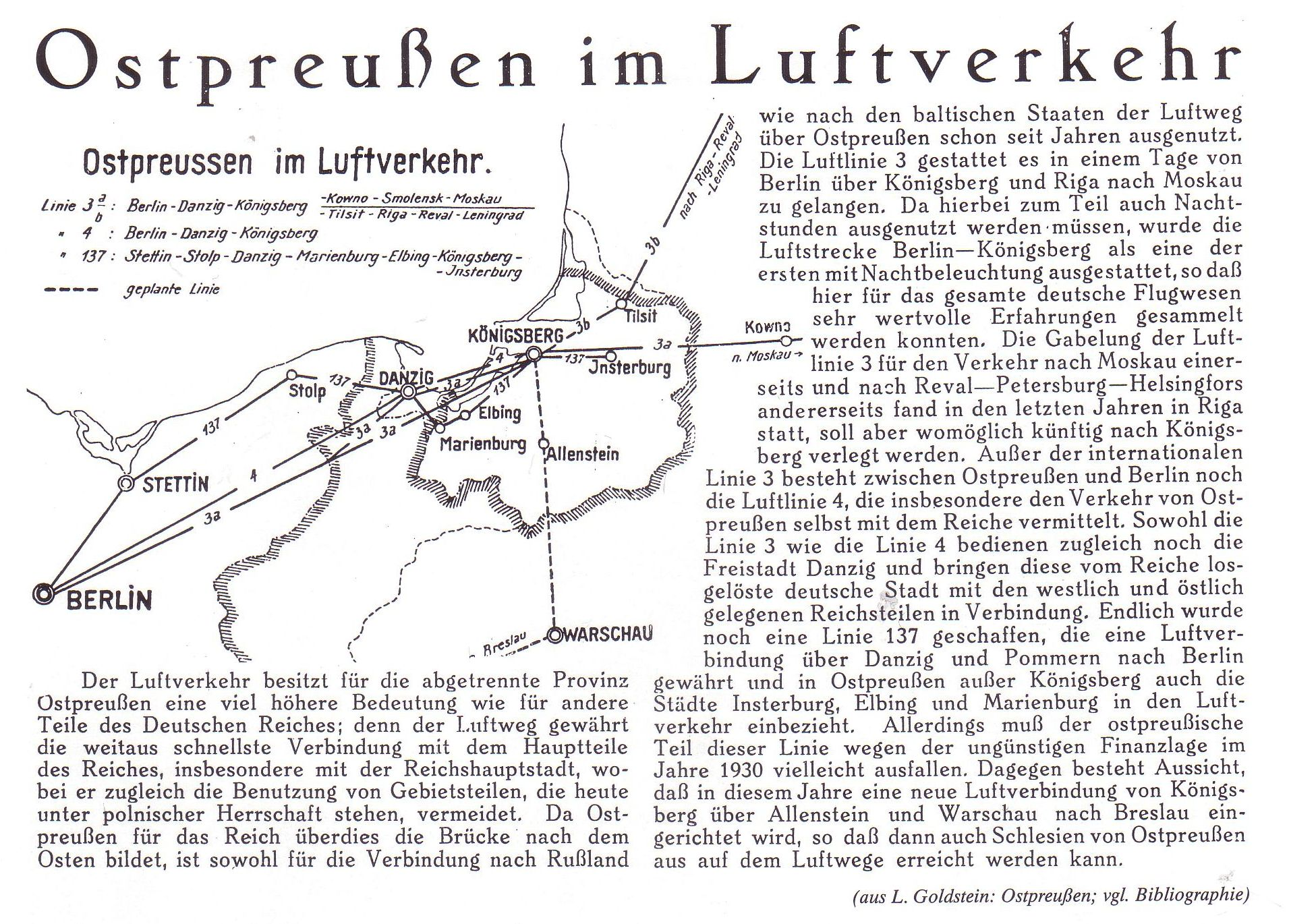
Kelet-Poroszország légi összeköttetései 1930-ban
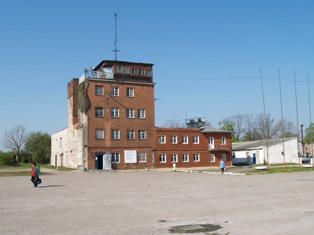
A főépület mai képe

### Városon belüli közlekedés

#### Utcahálózat
A három egykori önálló városból kialakult és csak viszonylag későn egyesített Königsberg utcahálózata tipikus módon egy sok évszázadon át kialakult település városszerkezetét tükrözi. A Prégel két partján, illetve a Kneiphof szigeten kialakult történelmi óváros a folyóval párhuzamos utcáit Wassergasse ('vizi utca'), főbb útvonalait pedig Langgasse ('hosszú utca') néven illették a helyiek. A 19. század végével az egykori városfal mentén, a bécsi Ringstraße kiépítéséhez hasonlóan körutak (Ring) kerültek kialakításra. A városközpont számos utcaneve a város és a Hanza történetére, valamint egykori lakóikra illetve azok foglalkozására utalt.

#### Villamos

Königsberg villamoshálózata (1939)

Königsbergben 1881-ben indult meg a lóvasútközlekedés. A Königsbergi Lóvasúttársaság (Königsberger Pferde-Eisenbahn-Gesellschaft) kezelésében eredetileg két vonalból álló hálózat pár éven belül ötvonalassá bővűlt. A lóvasút fejlesztésével párhuzamosan 1895-től megépültek a város első villamosvonalai is, melyek elsőként a város északi, illetve déli részén fekvő vasúti pályaudvarokat kötötték össze egymással. 1901-ben a lóvasúthálozatot beolvasztották a villamoshálózatba, amely Königsbergi Villamos Rt. (Königsberger Straßenbahn AG / KÖSAG) néven folytatta az immár közös hálózat bővítését. Az 1920-as és 30-as évek urbanisztikai és inftrastrukturális fejlesztéseinek hatására a 15 vonalon, 102 km-es teljes szakaszhosszon működő königsbergi villamoshálózat z 1937-ben érte el történetének csúcspontját. A hálózat gerincét az Északi és a Főpályaudvar között a belvároson át futó szakasz adta, melynek legfőbb csomópontja a kastély melletti Vilmos császár tér (Kaiser-Wilhelm-Platz) volt. A villamoshálózat károkkal ugyan, de átvészelte az 1944-es brit bombázást és csak a város szovjet ostromának kezdetén, 1945 januárjában szüntette be működését. A II. világháború utáni Kalinyingrádban 1946-ban indult meg újra a villamosközlekedés, amely ma egy szakaszon, 21 km-en működik.

## Fordítás
- Ez a szócikk részben vagy egészben  a   Königsberg (Preußen) című német Wikipédia-szócikk fordításán alapul.  Az eredeti cikk szerkesztőit annak laptörténete sorolja fel. Ez a jelzés csupán a megfogalmazás eredetét és a szerzői jogokat jelzi, nem szolgál a cikkben szereplő információk forrásmegjelöléseként.